# Liste der Straßen und Plätze in Berlin-Mahlsdorf

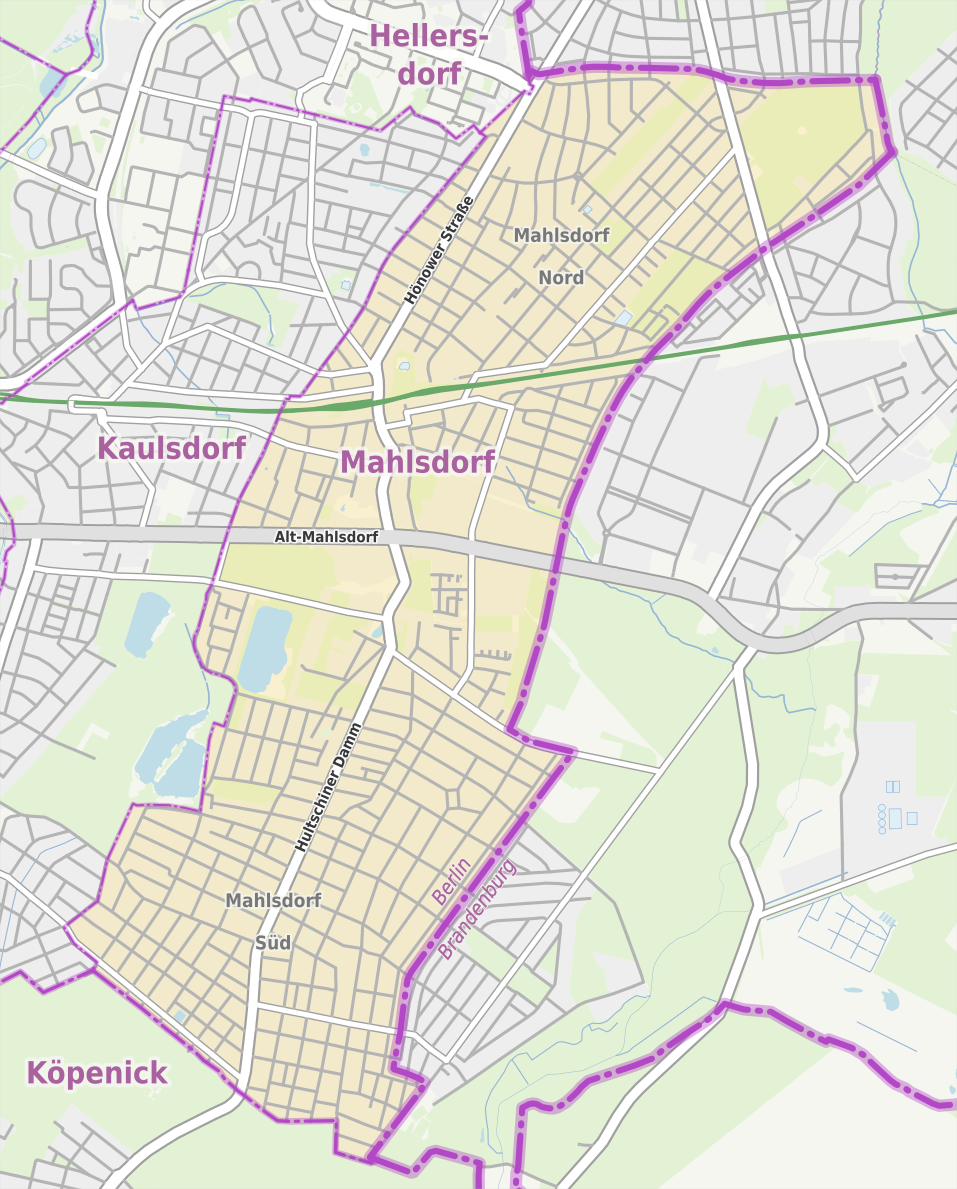
Übersichtskarte von Berlin-Mahlsdorf

Die Liste der Straßen und Plätze in Mahlsdorf beschreibt das komplette Straßensystem im Berliner Ortsteil Mahlsdorf des Bezirks Marzahn-Hellersdorf mit den entsprechenden historischen Bezügen. Gleichzeitig ist diese Zusammenstellung ein Teil der Listen aller Berliner Straßen und Plätze.

## Überblick
Der von Nordosten nach Süden verlaufende Straßenzug Hönower Straße–Hultschiner Damm ist mit rund 6,7 Kilometern der längste Verkehrsweg im Ortsteil. An der Hönower Straße nördlich von Alt-Mahlsdorf befinden sich die ältesten Häuser des Dorfes am ehemaligen Anger. Dorfgemeinde und Gut gehörten zum Landkreis Niederbarnim in der preußischen Provinz Brandenburg. 1874 kam die Gemeinde Mahlsdorf zum neu gebildeten Amtsbezirk Biesdorf, das Gut blieb bis 1912 rechtlich selbstständig. 1919 kaufte die Stadt Lichtenberg das Rittergut von den Schrobsdorffschen Erben und stellte es teilweise als Siedlungsland für Lichtenberger Bürger, vor allem Kriegsversehrte, zur Verfügung. Im Berliner Adressbuch wird Mahlsdorf mit seinen Straßen erst aufgeführt, nachdem die Landgemeinde 1920 Teil Groß-Berlins und des dortigen Verwaltungsbezirks Lichtenberg wurde. In den 1920er Jahren entstanden im Süden der Siedlungsbereich ‚Kiekemal‘ und etwa zeitgleich im Westen der Gemarkung die Siedlungen ‚Elsengrund‘ und ‚Eichenhof‘ mit ihren Straßennetzen, sodass die entsprechenden Verbindungen ausgebaut werden mussten.
Die Verbreiterung und Begradigung der Berliner Ein- und Ausfallstraße B 1/B 5 in der Zeit der DDR zerstörte Teile des alten Dorfkerns unwiederbringlich. Nach der Wende entstanden im Nord- und Nordostbereich neue Wohnquartiere, und im Siedlungsgebiet Mahlsdorf-Süd wurden zahlreiche neue Einfamilienhäuser errichtet. Seither entstanden vorrangig in Mahlsdorf-Nord neue Straßen als Zufahrten zu den neu erbauten Siedlungshäusern. Straßenbreite, Fahrbahndecken und Ausbauzustand mancher Straßen entsprechen der Stadtrandlage des Ortsteils bzw. dem Alter der Straßen und Wege.
21 Straßen erhielten Bezeichnungen nach Baumarten, anderen Pflanzen oder Landschaften, 20 Straßennamen ehren Personen mit Regionalbezug, 10 Straßen sind nach ehemaligen deutschen Orten benannt, die infolge der beiden Weltkriege nunmehr zu Polen bzw. zu Tschechien gehören, und 58 Straßennamen beziehen sich auf Künstler, Schriftsteller, Musiker oder Komponisten. Bei den Namenserläuterungen der nach deutschen Orten benannten Straßen werden die heutigen Verwaltungsstrukturen genannt, nicht die bei ihrer Benennung gültigen.
Im Ortsteil liegen 246 gewidmete Straßen (Stand: Dezember 2016), hinzu kommen elf benannte Plätze. Von den Straßen setzen sich 31 in den Nachbarortsteilen unter gleichem Namen fort. Als Bundesstraße ist Alt-Mahlsdorf mit der auf gemeinsamer Trasse verlaufenden B 1 und B 5 ausgewiesen. Im übergeordneten Straßennetz von Berlin gehören Hönower Straße und Hultschiner Damm zu den übergeordneten, Dahlwitzer Straße und Kohlisstraße zu den regionalen Straßenverbindungen. Durch die Siedlungslage des Ortsteils ist die Anzahl der Ergänzungsstraßen vergleichsweise groß, diese führen den Verkehr zu den Siedlungsstraßen. Teilweise oder in voller Länge gehören zur Kategorie IV: Akazienallee (910 m), Am Rosenhag (220 m), An der Schule (60 m), Donizettistraße (660 m), Elsenstraße (1080 m), Fritz-Reuter-Straße (170 m), Kressenweg (300 m), Landsberger Straße (890 m), Lemkestraße (2490 m), Pilgramer Straße (930 m), Rahnsdorfer Straße (1290 m), Ridbacher Straße (340 m), Wilhelmsmühlenweg (750 m) und Wodanstraße (560 m). Die Gesamtlänge aller Bundes-, Stadt- und Siedlungsstraßen im Ortsteil beträgt 142,3 Kilometer.
Mahlsdorf hat 30.353 Einwohner (Stand: 31. Dezember 2024) und umfasst den Postleitzahlenbereich 12623.

## Übersicht der Straßen und Plätze
Die nachfolgende Tabelle gibt eine Übersicht über die vorhandenen Straßen und Plätze im Ortsteil sowie einige dazugehörige Informationen.
- Name/Lage: aktuelle Bezeichnung der Straße oder des Platzes. Über den Link Lage kann die Straße oder der Platz auf verschiedenen Kartendiensten angezeigt werden. Die Geoposition gibt die Lage der ungefähren Mitte der Straßenlänge an.
- Im amtlichen Straßenverzeichnis nicht aufgeführte Verkehrswege sind mit * gekennzeichnet.
- Ehemalige oder nicht mehr gültige Straßennamen sind kursiv gesetzt. Für bedeutende ehemalige Straßen oder historische Straßennamen ist gegebenenfalls eine gesonderte Liste vorhanden.
- Länge/Maße in Metern:
Die in der Übersicht enthaltenen Längenangaben sind  gerundete Übersichtswerte, die in Google Earth mit dem dortigen Maßstab ermittelt wurden. Sie dienen Vergleichszwecken und werden, sofern amtliche Werte bekannt sind, ausgetauscht und gesondert gekennzeichnet.
Bei Plätzen sind die Maße in der Form a × b für rechteckige Anlagen und für (ungefähr) dreieckige Anlagen als a × b × c mit a als längster Seite angegeben.
Sofern die Straße auch in benachbarte Ortsteile weiterführt, gibt der Zusatz ‚im Ortsteil‘ an, wie lang der Straßenabschnitt innerhalb des Ortsteils dieses Artikels ist.
- Namensherkunft: Ursprung oder Bezug des Namens.
- Anmerkungen: weitere Informationen über anliegende Baudenkmale oder Institutionen, die Geschichte der Straße und historische Bezeichnungen.
- Bild: Foto der Straße oder eines anliegenden Objektes.

| Name/Lage                           | Länge/Maße (in Metern)        | Namensherkunft | Datum der Benennung                                 | Anmerkungen | Bild |
| ----------------------------------- | ----------------------------- | --- | --------------------------------------------------- | --- | --- |
| Ahornallee (Lage)                   | 1220                          | Ahorn, einheimischer Laubbaum                                                                                               | 27. Okt. 1902                                       | Sie verläuft in West-Ost-Richtung zwischen Hultschiner Damm und der Landesgrenze zu Brandenburg und setzt sich in Hoppegarten (Gemeindeteil Waldesruh) als Buchenstraße fort. | |
| Akazienallee (Lage)                 | 0900 (im Ortsteil)            | Akazie, einheimischer Laubbaum                                                                                              | 23. Nov. 1907                                       | Sie verläuft in West-Ost-Richtung zwischen Hultschiner Damm und der Landesgrenze zu Brandenburg, bevor sie in Hoppegarten (Gemeindeteil Waldesruh) zur Heinrich-Heine-Promenade wird. Sie wird in voller Länge von der Buslinie 108 durchfahren. | |
| Albrecht-Dürer-Straße (Lage)        | 0770                          | Albrecht Dürer (1471–1528), Maler                                                                                           | 12. Feb. 1920                                       | Sie liegt zwischen Landsberger Straße und Melanchthonstraße in Südost-Nordwest-Führung. Bis zur Errichtung der neuen Eigenheimsiedlung Dürergärten zu Beginn der 2010er Jahre begann sie kurz vor der Rembrandtstraße als Sackgasse. Seither liegen die Siedlungshäuser 1–5A an der Südwestseite sowie 41A und 44 an der Nordseite im Bereich dieser Eigenheimsiedlung. Im Adressbuch 1930 sind diese Grundstücke als Baustelle benannt. Die Grundstücke setzen sich über den Frans-Hals-Platz mit 5C bis 18 am Spielplatz an der Melanchthonstraße fort, und auf der Gegenseite folgen 19–41A. An der Ecke Pfarrhufenweg steht die unter Denkmalschutz stehende evangelische Kreuzkirche (Bild). | |
| Alice-Herz-Platz (Lage)             | 070 × 70 × 70                 | Alice Herz (1882–1965), deutsch-amerikanische Pazifistin, Opfer des NS-Regimes und Kämpferin gegen den Vietnamkrieg der USA | 27. Jan. 2003                                       | Der kleine dreieckige Platz wird begrenzt durch Hörselbergstraße, Giesestraße und Briesener Weg. Nach dem Bebauungsplan war er als Platz 18 bezeichnet worden. Entsprechend dem Berliner Trend bevorzugt Straßen und Plätze nach Frauen zu benennen, erfolgte die Benennung des namenlosen Platzes am Gedenktag für die Opfer des Nationalsozialismus nach Alice Herz. Die jüdische Familie Herz hatte bis 1933 in einem Haus in der Akazienallee 4/5 in Mahlsdorf-Süd gewohnt. | |
| Alt-Mahlsdorf (Lage)                | 2020                          | Alt-Mahlsdorf | 26. Juli 1927                                       | Alt-Mahlsdorf ist ein Abschnitt der Bundesstraßen B 1 / B 5. Der historische Verlauf ist nicht mehr erhalten. Ursprünglich hieß sie Berliner Straße. Im Bereich zwischen Hönower Straße und An der Schule ist ein historischer Postmeilenstein erhalten. Der Name wurde wie in anderen Ortsteilen durch den Vorsatz Alt- gebildet um die Vielzahl von Haupt- und Dorfstraßen im 1920 gebildeten Berliner Stadtraum einzuschränken. Als Fernverkehrsstraße sind die Anlieger lärmbelastet. Es gibt einige Wohnhäuser, die etwas zurückgesetzt an einer parallelen Zubringerstraße liegen. Auf der südlichen Straßenseite liegen einige Felder und ein Recyclinghof der Firma Alba. Die nördliche Straßenseite grenzt an zwei Gewerbegebiete. | Alte Scheune, Alt-Mahlsdorf · Alt-Mahlsdorf an seinem westlichen Beginn |
| Altonaer Straße (Lage)              | 0310                          | Altona, Stadtbezirk von Hamburg                                                                                             | 12. Feb. 1920                                       | Es ist ein Nordwest-Südost-Straßenzug zwischen Lemke- und Landsberger Straße im Norden Mahlsdorfs. Im Nordostzipfel von Mahlsdorf liegen nach Hansestädten benannte Straßen. | |
| Am Barnim (Lage)                    | 0380                          | Barnim, Hochplateau und Region in Brandenburg                                                                               | 1. Juni 1995                                        | Die vier Meter breite Straße verläuft in Nord-Süd-Richtung als Verbindung der Großmann- mit der Elsenstraße. Zuvor trug der Verbindungsweg zwischen der Verlängerten Grunowstraße und der Elsenstraße keinen Namen. Die Einwohner nannten ihn ebenfalls Elsenstraße. An der Westseite ist sie auf den ungeraden Grundstücken 1–23 mit 14 Siedlungshäusern bebaut, die an die Uferbewachsung am Elsensee (einem Kaulsdorfer Baggersee) anschließen. Nach der Karte von Berlin 1:5000 ist dieser Uferstreifen parzelliert. An der Ostseite liegen die Wohnhäuser auf einem 70 Meter breiten Streifen, der an die KGA Elsenstraße grenzt. Die Adressierung ist Am Barnim 2–22, wobei die Nummern 6 und 12 geteilte Grundstücke sind. Zu diesen besteht jeweils eine Zufahrtsstraße. | |
| Am Kornfeld (Lage)                  | 0750 (im Ortsteil)            | Lagebeschreibung zum Kornfeld                                                                                               | 27. Juni 1925                                       | Aus der um 1910 entstandenen Straße 71 wurde 1925 der heutige Straßenname. Die Straßenmitte bildet die Grenze zum Ortsteil Kaulsdorf und verläuft von der Treskowstraße bis Alt-Kaulsdorf / Alt-Mahlsdorf in leichter Nord-Süd-Führung. | |
| Am Lupinenfeld (Lage)               | 1070 (im Ortsteil)            | Lupine, Schmetterlingsblütler                                                                                               | 27. Juni 1925                                       | Der Straßenzug entstand zu Beginn der 1920er Jahre aus der Straße 138, Straße 113 und Straße 140. Er verläuft von der Heinrich-Grüber-Straße im Ortsteil Kaulsdorf über die Ortsteilgrenze am Briesener Weg bis zur Melanchthonstraße. Der Ostabschnitt zwischen Hönower und Melanchthonstraße ist der älteste Bereich (138). Die Hausnummern 65–92 gehören zu Mahlsdorf, die übrigen zu Kaulsdorf. | |
| Am Rosenhag (Lage)                  | 1000 (im Ortsteil)            | Lagebeschreibung aus Rose und Hag                                                                                           | 27. Juni 1925                                       | Zuerst hieß sie Straße 132, die leicht geschwungen zwischen Briesener Weg (Westen) und dem Guthmannplatz (Osten) beziehungsweise an den Siedlergärten/Marderweg verlief. Im Zuge ihrer Bebauung wurde sie stetig ostwärts verlängert. Sie beginnt im Osten am Guthmannplatz, kreuzt die Hönower Straße, überquert die Ortsteilgrenze nach Kaulsdorf am Briesener Weg und setzt sich etwa 100 Meter westlich davon als Ingolstädter Straße fort. Zu Mahlsdorf gehören die Nummern 1–18a und 25–43. | |
| Am Schlehdorn (Lage)                | 0420                          | historischer Flurname mit Schlehdornbüschen                                                                                 | 27. Juni 1925                                       | Bei der Erstanlage um 1920 hieß sie Straße 147. Der Verkehrsweg verläuft von der Straße Wacholderheide in nördlicher Richtung bis zur Berliner Stadtgrenze und setzt sich in der Brandenburger Gemeinde Hoppegarten (Ortsteil Hönow) als Kirschallee fort. Westlich befindet sich der Schlehdornteich. | |
| Am Theodorpark (Lage)               | 0230                          | siehe Theodorstraße | 2014                                                | Die Straße verbindet in West-Ost-Richtung die Theodor- mit der Pilgramer Straße. Der namensgebende Vorname ergab sich aus der Nähe der Theodorstraße. | Bild gesucht BW |
| An den Siedlergärten (Lage)         | 0630                          | Siedler, frühere Gartensiedlung auf dieser Fläche                                                                           | 27. Juni 1925                                       | Der Verkehrsweg hieß bei seiner Anlage Straße 133. Er verläuft vom Guthmannplatz nach Norden bis etwa 80 Meter nördlich der Greifswalder Straße an der Berliner Stadtgrenze und setzt sich in der Brandenburger Gemeinde Hoppegarten (Ortsteil Hönow) als Fichtengrund fort. | |
| An der Schule (Lage)                | 1030                          | erste Gemeindeschule | 26. Juli 1951                                       | Um 1901 hieß die Straße zunächst Walderseestraße nach dem preußischen General Alfred von Waldersee (1832–1904). Der Verkehrsweg verläuft zwischen dem Bahndamm der Preußischen Ostbahn (im Norden) und Alt-Mahlsdorf (im Süden) entlang des Ostteils des ehemaligen Angers, in einigen Abschnitten jedoch nur als Fußweg. Im Bereich An der Schule 13–17 steht die heutige „Friedrich-Schiller-Grundschule“ (1904 errichtet, bis 1909 erweitert), die erste Gemeindeschule in Mahlsdorf (Bild). Im westlichen Bereich gibt es einen kleinen Gewerbepark mit Flachbauten. Im Mai 2015 wurde am südlichen Ende der Straße der Einkaufskomplex Mahlsdorfer Märkte eröffnet. Im Berliner Straßenverzeichnis sind 450 Meter der Straße An der Schule als Fußweg aufgenommen (RBS: FUWE und nach Objektkatalog mit „X“). Die übrige Straße ist als Straße ausgewiesen, wovon 60 Meter auch den Rang einer Ergänzungsstraße besitzen. | Schulgebäude, Straßenansicht · Lehrerwohnhäuser An der Schule Ecke Donizettistraße |
| Arndtstraße (Lage)                  | 0530 (im Ortsteil)            | Ernst Moritz Arndt (1769–1860), Dichter und Politiker                                                                       | 23. Nov. 1907                                       | Die Grundstücksnummer 21a (Anschluss an den Hirschpfad) gehört zum Ortsteil Kaulsdorf. Die Arndtstraße läuft von der Roedernstraße geradlinig südwestwärts bis zur Waldpromenade. | |
| Arturweg (Lage)                     | 0300                          | Artur, männlicher Vorname                                                                                                   | 2014                                                | Die Privatstraße zweigt U-förmig von der öffentlichen Straße Am Theodorpark ab. Der Straßenname wurde auf Vorschlag des Erschließungsträgers vergeben. Die Benennung erfolgte im Erschließungsgebiet „Pilgramer Straße / Theodorstraße“ im Bebauungsplan XXIII-9b. | Bild gesucht BW |
| Attinghausenweg (Lage)              | 0440                          | Attinghausen, Gemeinde im Kanton Uri in der Schweiz                                                                         | 11. Mai 1938                                        | Der Weg hieß 1902 zunächst Schillerstraße und passte sich damit der Namensgebung nach Schriftstellern der übrigen angelegten Straßen an. Er läuft von der Bergedorfer Straße südwestwärts bis zur Waldpromenade am Köpenicker Forst. | |
| Bachstraße (Lage)                   | 0480                          | Johann Sebastian Bach (1685–1750), Komponist                                                                                | 1915                                                | Die Bachstraße verbindet die Landsberger Straße (Westen) mit der Lortzingstraße (Osten). | |
| Badener Straße (Lage)               | 0960                          | Baden, 1918–1945 Land des Deutschen Reiches                                                                                 | 12. Feb. 1920                                       | Sie läuft in Ost-West-Richtung vom Hultschiner Damm bis zur Grenzstraße. | |
| Balsaminenweg (Lage)                | 0510                          | Balsamine, Pflanzenfamilie                                                                                                  | 1915                                                | Der Weg in der Siedlung Eichenhof, bei seiner Erstanlage Straße 90, führt vom Korianderweg nordostwärts bis zur Goldregenstraße am Elsensee. | |
| Banater Straße (Lage)               | 0100                          | Banat, historische Region in Rumänien, Serbien und Ungarn                                                                   | 11. März 1937                                       | Zuerst hieß sie Straße 58. Die Banater Straße verläuft von der Hochwieser Straße bis zum Zipser Weg in West-Ost-Trassierung. | |
| Bausdorfstraße (Lage)               | 0360                          | Bausdorf, alteingesessene Kossäten- und Bauernfamilie                                                                       | vor 1910                                            | Die Straße in Mahlsdorf Süd verläuft in West-Ost-Richtung vom Hultschiner Damm bis zur Pilgramer Straße. Die Familie Bausdorf hatte sich im 19. Jahrhundert um die Siedlungsentwicklung in Kaulsdorf und Mahlsdorf verdient gemacht. Im Ortsteil Kaulsdorf gibt es eine gleichnamige Straße nördlich des Bahndamms zwischen Heinrich-Grüber-Straße und Lohengrinstraße, die sich in Mahlsdorf als Wodanstraße fortsetzt. Im Berliner Straßenverzeichnis wird aus der Straßennummer 40279 (für Kaulsdorf) und 40280 für die Mahlsdorfer die unabhängige Entstehung in den beiden 1910 eigenständigen Landgemeinden im Barnim deutlich. | |
| Beethovenstraße (Lage)              | 0720                          | Ludwig van Beethoven (1770–1827), Komponist                                                                                 | um 1920                                             | Die Beethovenstraße ist die östliche Fortsetzung der Schubertstraße, verläuft südlich parallel zum Bahndamm der Preußischen Ostbahn und endet als Sackgasse an der Stadtgrenze von Berlin. Ein Fußweg führt dort weiter nach Hoppegarten, wo sie in einem Gewerbegebiet zur Meistergasse wird. | Blick westwärts zur Stadtgrenze |
| Begasstraße (Lage)                  | 0410                          | Reinhold Begas (1831–1911), Bildhauer                                                                                       | 12. Feb. 1920                                       | Sie verbindet die Mirower Straße (Westen) mit der Waldesruher Straße im Gemeindeteil Waldesruh der brandenburgischen Gemeinde Hoppegarten (Osten). | |
| Bergedorfer Straße (Lage)           | 1140 (im Ortsteil)            | Bergedorf, Stadtteil von Hamburg                                                                                            | 16. Mai 1938                                        | Der heutige Straßenzug ist in zwei Abschnitten entstanden und trug zuerst die Namen Fasanenstraße (Juli 1909–1938) sowie Heinrich-Heine-Straße (1920–1938). Sie verläuft in leicht gebogener West-Ost-Führung zwischen An der Wuhle und dem Hultschiner Damm. Die Hausnummern 94–124 (bis Kreuzung Seebadstraße) liegen im Ortsteil Kaulsdorf. | |
| Bisamstraße (Lage)                  | 0750                          | Bisam, Nagetierart | 28. Mai 2010                                        | Die Straße verbindet die Stralsunder Straße im Nordosten in zickzackförmigem Verlauf mit der Kaulbachstraße im Südwesten. | Bild gesucht BW |
| Birkensteinweg (Lage)               | 080 (im Ortsteil)             | Birkenstein, angrenzender Gemeindeteil der Gemeinde Hoppegarten in Brandenburg                                              | 21. Feb. 1940                                       | Zuerst hieß der Weg Straße 119. Er verbindet den Griebenweg mit dem Gartenweg, der bereits in der brandenburgischen Gemeinde Hoppegarten (Gemeindeteil Birkenstein) liegt. | |
| Blausternweg (Lage)                 | 0420                          | Blaustern, blau blühende Zwiebelpflanze                                                                                     | 9. Juni 1933                                        | Zuerst hieß der Weg in der Siedlung Eichenhof Straße 87, des Weiteren bestand früher eine Verbindung zur heutigen Parlerstraße. Er verläuft zwischen dem Butterblumensteig (im Süden) und der Goldregenstraße (im Norden). Im Wickenweg findet er seine südliche Fortsetzung. Er ist mit dem typischen Berliner Kleinpflaster befestigt. | Blausternweg, Blickrichtung Südwesten |
| Blumberger Straße (Lage)            | 0150                          | Blumberg, Ortsteil der Gemeinde Ahrensfelde in Brandenburg                                                                  | 28. Feb. 1978                                       | Der kurze Verkehrsweg zwischen Thorner und Dirschauer Straße in Nordost-Südwest-Führung wurde für die Erschließung von Reihenhausbauten angelegt. | |
| Brachetweg (Lage)                   | 0110                          | Brachet, altdeutsch für Juni                                                                                                | 18. März 1935                                       | Zuerst hieß er Weg IV in der Siedlung Elsengrund. Der Brachetweg bildet eine kurze Verbindung zwischen Maipfad und Heuetsteig im Bereich zwischen Elsensee und Butzer See. In der Siedlung Elsengrund bestehen Straßen nach Monatsnamen und den Frühjahrsfesten. | |
| Braunbärenweg (Lage)                | 0100                          | Braunbär, Raubtier | 20. Aug. 2007                                       | Die Stichstraße führt von der Landsberger Straße südostwärts. Sie wurde für ein Kleinsiedlungsgebiet angelegt. | |
| Bremer Straße (Lage)                | 1030                          | Bremen, Stadt und Bundesland                                                                                                | 12. Feb. 1920                                       | Sie verläuft in Südwest-Nordost-Richtung zwischen Walter-Leistikow-Weg und Greifswalder Straße. Im Nordostzipfel von Mahlsdorf liegen weitere nach Hansestädten benannte Straßen. | |
| Briesener Weg (Lage)                | 2070                          | Briesen, Stadt in der Provinz Westpreußen, seit 1920 Wąbrzeźno in Polen                                                     | 11. Mai 1938                                        | Im Jahr 1906 wurde der Verkehrsweg als Friedrichstraße angelegt. Der Weg verbindet die Wodanstraße im Südwesten mit der Hönower Straße im Nordosten. | |
| Bruchsaler Straße (Lage)            | 0620                          | Bruchsal, Stadt in Baden-Württemberg                                                                                        | 12. Feb. 1920                                       | Sie verbindet den Hultschiner Damm im Osten mit der Karlsruher Straße im Westen. | |
| Bütower Straße (Lage)               | 0990                          | Bütow, Stadt in der Provinz Pommern, seit 1945 Bytów in Polen                                                               | 11. Mai 1938                                        | Bei ihrer Erstanlage 1908 hieß sie Pfarrstraße. Sie beginnt am Hultschiner Damm und verläuft ostwärts bis zur Lehnitzstraße. | |
| Burggrafenstraße (Lage)             | 0560 (im Ortsteil)            | Burggraf, mittelalterlicher Amtsträger                                                                                      | 27. Juli 1906                                       | Zum Ortsteil gehören die Hausnummer 1–33 östlich des Briesener Wegs; die Nummern 34–37 befinden sich in Kaulsdorf. Sie verbindet die Ernst-Haeckel-Straße (im Westen) mit der Florastraße (im Osten) und bildet einige kurze Queräste. | |
| Butterblumensteig (Lage)            | 0440                          | Butterblume, einheimische Wildblume                                                                                         | 9. Juni 1933                                        | Zuerst hieß sie Straße 85. Es ist ein zwischen Kressenweg und Blausternweg durch die Siedlung Eichenhof in West-Ost-Richtung verlaufender Fuß- und Radweg. | |
| Charlotte-von-Mahlsdorf-Ring (Lage) | 0                             | Charlotte von Mahlsdorf (1928–2002), Gründerin des Gründerzeitmuseums Mahlsdorf                                             | 17. März 2018                                       | Die Privatstraße befindet sich im Baugebiet Hultschiner Damm gegenüber dem Gründerzeitmuseum. | |
| Daffingerweg (Lage)                 | 0620                          | Moritz Daffinger (1790–1849), österreichischer Maler                                                                        | 21. Feb. 1940                                       | Zuerst hieß der Weg Straße 41. Er verläuft geradlinig zwischen Stralsunder Straße (im Südwesten) und Dahlwitzer Straße (im Nordosten). | |
| Dahlwitzer Straße (Lage)            | 1080                          | Dahlwitz-Hoppegarten, Ortsteil der Gemeinde Hoppegarten in Brandenburg (Richtung der Straße)                                | vor 1838                                            | Der gerade Verkehrsweg in Nordwest-Südost-Führung liegt im Nord-Ost-Zipfel des Ortsteils und ist im Berliner Straßennetz als regionale Straßenverbindung aufgenommen. Sie ist im Land Brandenburg als L 339 ausgezeichnet und verbindet durch Berliner Stadtgebiet die Hoppegartener Straße der Hönower Siedlung im Norden mit dem Neuen Hönower Weg im Gemeindeteil Birkenstein von Dahlwitz-Hoppegarten. An der Westseite der Straße liegen die fortlaufend nummerierten überwiegend mit Siedlungshäusern bebauten Grundstücke 1–31, auf der Gegenseite von Hönow her 32–60. Im Südenabschnitt bestehen dabei auf 60 eine Discounter-Kaufhalle, auf 57 ein Handelsflachbau unter 47 ist die KGA „Dahlwitzer Straße“ adressiert und unter 43 der 60 Meter breite Streifen der KGA „Mahlsdorf Nordspitze“. Im Nordosten stehen wiederum Siedlungshäuser (42-32). Bereits im Adressbuch 1922 ist der Straßenlauf zwischen den Gemarkungen Dahlwitz und Hönow in Hufeisennummerierung mit elf bebauten Grundstücken und sonst der Angabe Baustellen (überwiegend an der Westseite) aufgeführt. | |
| Dirschauer Straße (Lage)            | 0170                          | Dirschau, Stadt in der Provinz Westpreußen, seit 1920 Tczew in Polen                                                        | 8. März 1920                                        | Sie verläuft zwischen Gielsdorfer Straße (West) und Neuenhagener Straße (Ost). | |
| Donathstraße (Lage)                 | 0130                          | Donath, früherer Siedler und Grundbesitzer im Gutsbezirk Mahlsdorf                                                          | 23. Nov. 1907                                       | Sie verbindet den Vierradener Weg (im Süden) mit der Kastanienallee (im Norden). Noch in den 1930er Jahren wies die Straße keinerlei Bebauung auf, dagegen gab es hier 1925 den Donathplatz mit Baustellen. Weil es jedoch später hier keinen Platz mehr gab, muss er überbaut und in den Verlauf der Donathstraße einbezogen worden sein. | |
| Donizettistraße (Lage)              | 1160                          | Gaetano Donizetti (1797–1848), italienischer Komponist                                                                      | 12. Feb. 1935                                       | Zuerst (ab 17. April 1902) hieß der Verkehrsweg Wagnerstraße nach dem Komponisten Richard Wagner. Der mehrfach leicht verschwenkte West-Ost-Straßenzug verläuft zwischen An der Schule und der Lortzingstraße. | Von An der Schule gesehen; rechts hinter dem Baum die Freiwillige Feuerwehr Mahlsdorf |
| Drakestraße (Lage)                  | 0320                          | Friedrich Drake (1805–1882), Bildhauer                                                                                      | 12. Feb. 1920                                       | Sie verbindet die Rauchstraße (Norden) mit der Golzower Straße (Süden). | |
| Dürergärten (Lage)                  | 0580                          | Anlehnung an die vorhandene Albrecht-Dürer-Straße                                                                           | vor 2010                                            | Der rechteckige, ringförmige Verkehrsweg erschließt einen Wohnbereich der neuen Eigenheimsiedlung durch die die Albrecht-Dürer-Straße führt. Im RBS-System ist dieser Verkehrszug als Privatstraße geführt, wodurch die Unterhaltung und Ausstattung den Siedlern unterliegen. Bis zum Baubeginn lag hier eine grüne Brachfläche, deren Bebauung 2010 begann. Im Karree der umgebenden Straßen waren die Grundstücke an der Rembrandt- und der Lenbachstraße schon vorhanden, die Grundstücke an der Lenbachstraße sind dieser zugeordnet und die kurz vorher errichteten Siedlungshäuser an der Walter-Leistikow-Straße werden von dieser durch eine Stichstraße erschlossen, wodurch die Dürergärten nicht symmetrisch zur Albrecht-Dürer-Straße liegen, die her erst mit der Siedlung verlängert wurde und zu der die anliegenden Eigenheime gehören. Die Nummerierung der Grundstücke der Dürergärten beginnen an der Nordwestecke mit 1 und führen im Uhrzeigersinn an der Außenseite der Ringstraße 1–41, wobei die 15 durch die Häuser der Landsberger Straße nicht existiert. Innerhalb des Straßenrings liegen die geraden Grundstücke 2–40 im Uhrzeigersinn. Die fünf Meter breite Zufahrtsstraße zu den Grundstücken war beim Bau der Siedlung 2010–2012 die Baustellenzufahrt. | |
| Durlacher Platz (Lage)              | 0120 × 70                     | Durlach, Stadtteil von Karlsruhe in Baden-Württemberg                                                                       | 12. Feb. 1920                                       | Der unbebaute Platz wird begrenzt von der Mannheimer Straße (nördlich), der Durlacher Straße (östlich), der Freiburger Straße (südlich) und dem Wickenweg (westlich). | Durlacher Platz, Pumpwerk Biesdorf |
| Durlacher Straße (Lage)             | 0130                          | Durlach, Stadtteil von Karlsruhe in Baden-Württemberg                                                                       | 12. Feb. 1920                                       | Sie verbindet die Mannheimer mit der Freiburger Straße und tangiert den Durlacher Platz. | Durlacher Straße, Blickrichtung Nordosten |
| Ebereschenallee (Lage)              | 0500                          | Eberesche oder Vogelbeere                                                                                                   | 23. Nov. 1907                                       | Sie verläuft in West-Ost-Richtung zwischen dem Hultschiner Damm und dem Erich-Baron-Weg. | Ebereschenallee und Bülowplatz auf einer historischen Ansichtskarte von ca. 1930 · Ebereschenallee, Juli 2012                                                                                 |
| Eberleinstraße (Lage)               | 0220                          | Gustav Eberlein (1847–1926), Bildhauer                                                                                      | 12. Feb. 1920                                       | Die Straße beginnt im Norden an der Berliner Stadtgrenze als Fortsetzung der Karl-Marx-Straße in der brandenburgischen Gemeinde Hoppegarten (Gemeindeteil Waldesruh) und endet im Süden an der Begasstraße. | |
| Eichenhofweg (Lage)                 | 0240                          | Eichenhof, Name der ersten hier auf ausgetrockneten Wiesen errichteten Siedlung                                             | 11. Mai 1938                                        | Bei der Anlage 1907 hieß der Weg Wiesenstraße. Er verbindet den Blausternweg (West) mit dem Hultschiner Damm (Ost). Vor der Parzelle Nummer 9 wurde am 22. Mai 2008 ein Stolperstein zu Ehren des Malers und Bildhauers Walter Reissner verlegt, der hier wohnte und 1943 nach Auschwitz deportiert und dort umgebracht wurde. | |
| Eisweg (Lage)                       | 0270                          | Eismond, altdeutsch für den Januar                                                                                          | 18. März 1935                                       | Zuerst hieß er Weg I in der Siedlung Elsengrund. Er führt vom Kressenweg über den Pfingstweg bis zum Maipfad. Mit der Lage dieses Weges im Niederungsbereich dreier Seen mag wohl häufig eine Vereisung zu beobachten gewesen sein und es fiel die kalte Lage zur Gegend auf. In der Siedlung Elsengrund bestehen Straßen nach altdeutschen Monatsnamen und den Frühjahrsfesten. | |
| Ellaweg (Lage)                      | 0100                          | | 13. Juni 2015                                       | Der Weg verläuft vom Laraweg zur Straße Am Theodorpark. | |
| Elsenstraße (Lage)                  | 1070 + 270                    | Else, veraltet für Erle | 12. Feb. 1920                                       | Die Straße verläuft in Ost-West-Richtung vom Hultschiner Damm bis zum Kressenweg und setzt sich in Kaulsdorf als Straße Am Niederfeld fort. Hausnummer 13a ist die Internationale Freie Waldorfschule. Die Straße bildet einen nordwärts/westwärts führenden Ast aus. Zwischen ihr und Alt-Mahlsdorf befindet sich der Berliner Balkon. | |
| Erdmännchenweg (Lage)               | 0130                          | Erdmännchen, kleines katzenartiges Wildtier                                                                                 | 1. Juni 2001                                        | Die Stichstraße führt von der Landsberger Straße südostwärts, gleichzeitig ist sie die Fortsetzung des Walter-Leistikow-Weges. Der Erdmännchenweg wurde für ein neues Siedlungsgebiet angelegt. | |
| Erich-Baron-Weg (Lage)              | 1210                          | Erich Baron (1881–1933), Opfer der NS-Diktatur                                                                              | 24. Mai 1951                                        | Bei der Erstanlage 1907 hieß er Königsweg. Der Straßenzug beginnt in Richtung Norden an der Waldpromenade am Köpenicker Forst, knickt dann nordwestwärts ab und endet am Hultschiner Damm. Unter der Hausnummer 118 befindet sich die BEST-Sabel-Grundschule in einem denkmalgeschützten Schulgebäude. | Baudenkmal Erich-Baron-Weg 83: Wohnhaus und Fabrik aus dem Jahr 1935 |
| Eschenstraße (Lage)                 | 080 (im Ortsteil)             | Esche, einheimischer Laubbaum                                                                                               | 1922; als offiziell angelegt erst 1926 nachgewiesen | Sie ist die in Nordwest-Südost-Richtung verlaufende Verbindung der Heerstraße in Kaulsdorf mit der Roedernstraße. Zu Mahlsdorf gehören die Nummern 1–4 und 50/50a (von Seebadstraße bis Roedernstraße). | Eschenstraße Nummer 2 bis 4 |
| Fauststraße (Lage)                  | 0170                          | Johann Georg Faust (~1480–1541), Arzt, Astrologe                                                                            | vor 1920                                            | Sie verbindet die Giesestraße mit dem Briesener Weg. | |
| Feldrain (Lage)                     | 0640                          | Feldrain, Grenzstreifen zwischen zwei Feldern                                                                               | 27. Juni 1925                                       | Zuerst hieß sie Straße 141. Der Feldrain verläuft zwischen Wildrosengehölz (Norden) und Pfarrhufenweg (Südosten) zweifach leicht abgewinkelt. Hier steht die Mahlsdorfer Grundschule (Nummer 47). Das Gebäude steht als ‚Volksschule Mahlsdorf Nord‘ unter Denkmalschutz. | |
| Florastraße (Lage)                  | 1900                          | Flora, römische Göttin der Blüte                                                                                            | 27. Juli 1906                                       | Die Florastraße beginnt im Südwesten am Bahndamm der Preußischen Ostbahn. Hier befinden sich Dienstgebäude der Deutschen Bahn (DB). Dem Komplex der DB (Systel GmbH) gegenüber wurde in den 2000er Jahren der ‚Wohnpark am Rohrpfuhl' mit kleinteiliger Bebauung angelegt. Die Florastraße endet im Nordosten an der Straße Wildrosengehölz. | Zugang zum Wohnpark |
| Frans-Hals-Platz (Lage)             | 0120 × 60                     | Frans Hals (~1580–1666), niederländischer Maler                                                                             | 1922                                                | Er hieß zunächst Platz 19, im Adressbuch des Jahres 1922 findet er sich bereits unter seinem heutigen Namen (in der Schreibweise Franz-Hals-Platz: Vorname mit „z“). Der Platz wird begrenzt von der Albrecht-Dürer-Straße (Nordost), der Rembrandtstraße (Südost), der Frans-Hals-Straße (Südwest) und der Lemkestraße (Nordwest). | |
| Frans-Hals-Straße (Lage)            | 0120                          | Frans Hals (~1580–1666), niederländischer Maler                                                                             | 12. Feb. 1920                                       | Sie verläuft zwischen Lemke- und Rembrandtstraße am gleichnamigen Platz in südöstlicher Richtung. | |
| Freiburger Straße (Lage)            | 0520                          | Freiburg im Breisgau, Stadt in Baden-Württemberg                                                                            | 12. Feb. 1920                                       | Sie beginnt im Osten am Hultschiner Damm und endet nach einem rechtwinkligen Schwenk südwestwärts als Fahrweg an der Badener Straße. | Blick in die Straße vom Hultschiner Damm aus |
| Frettchenweg (Lage)                 | 0760                          | Frettchen, Marder-Raubtier                                                                                                  | 27. Juni 1925                                       | Der Weg wurde als Straße 79 angelegt. Er verbindet den Wilhelmsmühlenweg in Nord-Süd-Führung mit Alt-Mahlsdorf. | |
| Friedenstraße (Lage)                | 0970                          | Friede von Frankfurt, beendete 1871 den Deutsch-Französischen Krieg                                                         | 17. Apr. 1906                                       | Der Verkehrsweg liegt zwischen Hultschiner Damm (Südost) und Grenzstraße (Nordwest). | Friedenstraße Blickrichtung Südosten |
| Friesacker Straße (Lage)            | 0460                          | Friesack, Stadt in Brandenburg                                                                                              | 16. Mai 1938                                        | Bei ihrer Erstanlage um 1920 hieß sie Meyerbeerstraße nach dem deutschen Komponisten Giacomo Meyerbeer und passte sich damit an die Straßenbenennungen in der Umgebung an. Sie verläuft in West-Ost-Richtung zwischen Landsberger und Lortzingstraße. | |
| Fritz-Reuter-Straße (Lage)          | 0160                          | Fritz Reuter (1810–1874), Schriftsteller                                                                                    | 1901                                                | Sie verbindet die Hönower Straße (West) mit An der Schule (Ost). Die Namensvergabe erfolgte auf Antrag eines in Mahlsdorf lebenden Namensvetters, dem Landmesser Fritz Reuter; ebenso wie die Lessingstraße und die Walderseestraße (An der Schule) auf dessen Antrag benannt wurden. An der Ecke zur Straße An der Schule ist das ehemalige Postgebäude von Mahlsdorf erhalten, das zu einem Ärztehaus umgebaut wurde. | |
| Georginenweg (Lage)                 | 0500                          | Georgine, veraltet für Dahlie                                                                                               | 9. Juni 1933                                        | Zuerst hieß sie Straße 89. Der Verkehrsweg in der Siedlung Eichenhof verbindet den Korianderweg in der Siedlung Elsengrund mit der Goldregenstraße. | |
| Gerhart-Hauptmann-Straße (Lage)     | 0210                          | Gerhart Hauptmann (1862–1946), Schriftsteller                                                                               | 12. Feb. 1920                                       | Sie verläuft von der Roedernstraße (Nordost) zur Bergedorfer Straße (Südwest). | Gerhart-Hauptmann-Straße, ab Roedernstraße |
| Gielsdorfer Straße (Lage)           | 0660                          | Gielsdorf, Ortsteil von Altlandsberg in Brandenburg                                                                         | 12. Nov. 1969                                       | Bei ihrer Erstbenennung am 8. März 1920 hieß sie Graudenzer Straße nach der westpreußischen Stadt Graudenz in Polen Grudziądz. Sie verläuft von der Treskowstraße bis zur Dirschauer Straße, und nach einem Versatz Richtung Osten setzt sie sich bis Alt-Mahlsdorf fort. | |
| Giesestraße (Lage)                  | 0340 (im Ortsteil)            | Giese, Name einer alteingesessenen Familie                                                                                  | 17. Juli 1909                                       | Sie verläuft zwischen der in Kaulsdorf liegenden Zanderstraße und dem Jacques-Offenbach-Platz an der Hönower Straße in West-Ost-Richtung. Die Nummern 70–102 und 79–99 (ab Hörselbergstraße) gehören zu Mahlsdorf (dieser Straßenabschnitt hieß bis 1937 Zeppelinstraße). | |
| Ginsterweg (Lage)                   | 060 (im Ortsteil)             | Ginster, Frühjahrsblühstrauch                                                                                               | 27. Juni 1925                                       | Der Ginsterweg wurde um 1907 als Straße 129 angelegt. Er verläuft von der Greifswalder Straße (Süd) bis zur Berliner Stadtgrenze und setzt sich im Ortsteil Hönow der Brandenburger Gemeinde Hoppegarten als Ginsterstraße fort. | |
| Goldregenstraße (Lage)              | 0750                          | Goldregen, Frühjahrsblühstrauch                                                                                             | 9. Juni 1933                                        | Angelegt als Straße 83, verbindet sie den Kressenweg (West) mit dem Hultschiner Damm (Ost) in der Siedlung Eichenhof. | Goldregenstraße |
| Golzower Straße (Lage)              | 0350                          | Golzow, Gemeinde in Brandenburg                                                                                             | 31. Mai 1951                                        | Ab etwa 1750 hieß sie Dorfstraße, ab dem 22. Mai 1911 Alte-Fritz-Straße nach König Friedrich II. von Preußen. Sie verläuft von der Mirower Straße (Nordwest) zur Waldesruher Straße in der brandenburgischen Gemeinde Hoppegarten (Gemeindeteil Waldesruh) (Südost) direkt an der östlichen Berliner Stadtgrenze. Nach dem Zweiten Weltkrieg waren Straßennamen nach Monarchen nicht mehr erwünscht. | |
| Götzkeweg (Lage)                    | 0120                          | Götzke, in Mahlsdorf alteingesessene Familie                                                                                | 21. Feb. 1940                                       | Nach Bebauungsplan hieß der Weg Straße 125a. Er verbindet den Griebenweg (Nordwest) mit dem Hobeckweg (Südost). Namensgebend war die Familie Götzke, deren Mitglieder in verschiedenen Funktionen in Mahlsdorf aktiv tätig waren. | Blick vom Hobeckweg Richtung Griebenweg |
| Graffplatz (Lage)                   | 090 × 70; 0190 (Straße)       | Anton Graff (1736–1813), Schweizer Maler                                                                                    | 21. Feb. 1940                                       | Bei der Erstanlage um 1920 hieß die Grünfläche Hansaplatz. Der Graffplatz umfasst eine Straße und einen Platz nordöstlich der Kolberger Straße. | |
| Greifenweg (Lage)                   | 0130                          | Greifvogel, Familie von Raubvögeln                                                                                          | 20. Aug. 2007                                       | Die Stichstraße führt von der Landsberger Straße südostwärts und dient der Erschließung eines neu errichteten Kleinsiedlungsgebietes. | |
| Greifswalder Straße (Lage)          | 1280                          | Greifswald, Stadt in Mecklenburg-Vorpommern                                                                                 | 12. Feb. 1920                                       | Sie beginnt etwas südlich der Berliner Stadtgrenze an der Hönower Straße. Dann schlängelt sie sich in West-Ost-Richtung bis zur Dahlwitzer Straße. Sie wird fast in ganzer Länge von der Buslinie 395 befahren. Im Nordostzipfel von Mahlsdorf liegen nach Hansestädten benannte Straßen. | |
| Grenzstraße (Lage)                  | 0400                          | Grenze zwischen den Dörfern Kaulsdorf und Mahlsdorf                                                                         | um 1910                                             | Sie verläuft in Nordost-Südwest-Richtung zwischen Mannheimer Straße und Eschenstraße. Seit der Verwaltungsreform von 2001 liegt die Grenzstraße komplett im Ortsteil Mahlsdorf. | Grenzstraße Blickrichtung Süden |
| Griebenweg (Lage)                   | 0910                          | Grieben, seit dem 15. Jh. ansässige Familie                                                                                 | 21. Feb. 1940                                       | In der Planungsphase hieß der Verkehrsweg Straße 95a, er wird erstmals in Dokumenten nach 1930 genannt. Der Griebenweg verläuft von der Dahlwitzer Straße im Südwesten bis zur Zochestraße im Nordosten. | |
| Großmannstraße (Lage)               | 0300                          | Paul Großmann (1865–1939), Ortschronist                                                                                     | 1. Mai 1995                                         | Bei der Trassierung hieß der Verkehrsweg zunächst Verlängerte Grunowstraße. Die Straße wurde für ein neues Siedlungsgebiet angelegt und verläuft östlich des Elsensees zwischen Am Barnim und Rosa-Valetti-Straße. Nur ihre Nordseite ist bebaut. | |
| Grunowstraße (Lage)                 | 1360                          | Ernst Grunow (1862–1923), Gutsbesitzer                                                                                      | 27. Okt. 1903                                       | Sie führt vom Hultschiner Damm (West) bis zur Berliner Stadtgrenze (Ost). Grunow engagierte sich erfolgreich für den Verkehrs- und Siedlungsausbau in Mahlsdorf. | |
| Gustavstraße (Lage)                 | 0160                          | Gustav, männlicher Vorname                                                                                                  | 17. März 2003                                       | Sie wurde im 21. Jahrhundert im Zusammenhang mit einer Neubebauung angelegt und verläuft von der Theodorstraße (West) bis über die Heribaldstraße (Ost) hinweg. | |
| Guthmannplatz (Lage)                | 0030 × 30                     | Guthmann, ehemals in Mahlsdorf wohnhafte jüdische Familie                                                                   | 21. Feb. 2008                                       | Er markiert die fünfarmige Straßenkreuzung Am Rosenhag, An den Siedlergärten, Wacholderheide, Kieler Straße und Marderweg. Er wird von dem Straßenzug Kieler Straße–Am Rosenhag in zwei Teile zerschnitten. Der Platz hieß gemäß dem Berliner Adressbuch von 1938 Marktplatz. Der Name findet sich jedoch in keinen offiziellen Dokumenten und es gab kein entsprechendes Straßenschild. Die bis 1943 in der Lemkestraße 156 wohnende Familie Guthmann wurde bis auf den Sohn Leopold Opfer des Holocaust. | Blick vom Marderweg über beide Teile des Platzes |
| Hamburger Straße (Lage)             | 1300                          | Hamburg, Stadt und Bundesland                                                                                               | 12. Feb. 1920                                       | Sie wurde vor 1920 angelegt und verläuft mehrfach leicht geschwungen von der Kieler Straße (Südwest) bis zur Berliner Stadtgrenze (Nordost). Dort führt sie im Ortsteil Hönow der Gemeinde Hoppegarten als Auf der Höhe weiter. Im Nordostzipfel von Mahlsdorf liegen weitere nach Hansestädten benannte Straßen. | |
| Hamsterstraße (Lage)                | 0150 (im Ortsteil)            | Hamster, Nagetier | 27. Juni 1925                                       | Sie ist aus mehreren Nummernstraßen (Straße 79 und Straße 80) entstanden. Der größere Abschnitt dieser Straße verläuft im Ortsteil Kaulsdorf. Ihr Mahlsdorfer Bereich liegt zwischen Am Kornfeld und dem Frettchenweg und ist in Teilen nur ein Fuß- und Radweg. | |
| Händelstraße (Lage)                 | 0530                          | Georg Friedrich Händel (1685–1759), Komponist                                                                               | um 1920                                             | Sie verläuft von der Beethovenstraße im Westen über die Kreuzung mit der Lortzingstraße bis zur Berliner Stadtgrenze. Auf dem Gebiet der brandenburgischen Gemeinde Hoppegarten führt die Zimmermannsgasse in östlicher Richtung weiter. | |
| Heidestraße (Lage)                  | 0290                          | Heide, Landschaftstyp mit nährstoffarmen Böden                                                                              | 12. Feb. 1920                                       | Die kurze West-Ost-Verbindung verläuft zwischen Mirower und Summter Straße. | |
| Herderstraße (Lage)                 | 0270                          | Johann Gottfried Herder (1744–1803), Dichter                                                                                | 12. Feb. 1920                                       | Sie reicht von der Roedernstraße in Nordost-Südwest-Richtung bis zur Bergedorfer Straße. | |
| Heribaldstraße (Lage)               | 0290 + 40                     | Heribald, männlicher Vorname                                                                                                | 8. März 1935                                        | Bei ihrer Anlage hieß sie Straße 52. Sie verbindet die Karlstraße (Süd) mit der Gustavstraße (Nord). | |
| Hermelinweg (Lage)                  | 0290                          | Hermelin, einheimisches Raubtier                                                                                            | 27. Juni 1925                                       | Zuerst hieß der Weg Straße 142. Er verbindet die Straße Wildrosengehölz mit der Greifswalder Straße in Süd-Nord-Führung. | |
| Hermineweg (Lage)                   | 0300                          | | 21. Jan. 2017                                       | Der Weg zweigt von der Theodorstraße ab und führt U-förmig zurück zur Theodorstraße. | |
| Herweghstraße (Lage)                | 0330                          | Georg Herwegh (1817–1875), Dichter                                                                                          | 12. Feb. 1920                                       | Sie verläuft in Nordwestrichtung vom Hultschiner Damm bis zur Herderstraße. | |
| Heuetsteig (Lage)                   | 0220                          | Heuet, altdeutsch für den Monat Juli                                                                                        | 18. März 1935                                       | Zuerst hieß der Heuetsteig Weg VIII. Er liegt im Bereich zwischen Elsensee und Butzer See und verbindet den Kressenweg mit dem Hornungweg. In der Siedlung Elsengrund bestehen Straßen nach Monatsnamen und den Frühjahrsfesten. | |
| Hobeckweg (Lage)                    | 0470                          | Heinrich Hobeck (15. Jh.), Großgrundbesitzer auf dem Territorium des heutigen Mahlsdorf                                     | 21. Feb. 1940                                       | Zuerst hieß der Weg Straße 124. Er verläuft vom Kötteritzweg zur Zochestraße parallel zur Berliner Stadtgrenze. | |
| Hochwieser Straße (Lage)            | 0260                          | Hochwies, deutscher Name der Stadt Veľké Pole in der Slowakei                                                               | 11. März 1937                                       | Zuerst hieß sie Straße 57. Sie verläuft von der Rahnsdorfer Straße (im Süden) über die Iglauer Straße hinweg und endet im Norden als Sackgasse. | |
| Hönower Straße (Lage)               | 3100                          | Hönow, Ortsteil der Gemeinde Hoppegarten in Brandenburg (Richtung der Straße)                                               | 11. Mai 1938                                        | Die Straße verbindet in Süd-Nord-Richtung die Straße Alt-Mahlsdorf mit der Berliner Stadtgrenze zum Ortsteil Hönow der brandenburgischen Gemeinde Hoppegarten. Sie wird in ganzer Länge von der Buslinie 195 befahren. Bereits 1838 ist eine Verbindung vom Dorfkern Mahlsdorf nach Hönow als Straße nach Hönow nachgewiesen. Der Abschnitt im Dorf hieß schlicht Dorfstraße. Als 1895 Mahlsdorf einen Bahnanschluss erhielt, wurde die Dorfstraße nach Süden bis zur Fernstraße Berlin–Frankfurt (Oder) in Bahnhofstraße umbenannt. Bemerkenswert sind zahlreiche Baudenkmale entlang dieser Straße. | |
| Hörselbergstraße (Lage)             | 0190                          | Hörselberge, Höhenzug in Thüringen                                                                                          | um 1920                                             | Sie verbindet die Wodanstraße mit dem Briesener Weg und tangiert den Alice-Herz-Platz. Der Bezug zu Richard Wagners Werken besteht wegen der umgebenden Lohengrin-, Wodan- und Siegfriedstraße. Es gab in Mahlsdorf die Wagnerstraße (umbenannt zu Donizettistraße) | Blick vom Briesener Weg in die Hörselbergstraße; rechte Seite Alice-Herz-Platz |
| Hornungweg (Lage)                   | 0540                          | Hornung, altdeutsch für den Monat Februar                                                                                   | 18. März 1935                                       | Der 1935 vergebene Name fasste die Erstbezeichnungen Weg II und Weg XI zusammen. Der Hornungweg verläuft zwischen Elsenstraße (im Norden) und Kressenweg (im Süden) parallel zum Ostufer des Elsensees. In der Siedlung Elsengrund bestehen Straßen nach Monatsnamen und den Frühjahrsfesten. | |
| Hultschiner Damm (Lage)             | 3620                          | Hultschin, Stadt in der Provinz Schlesien, seit 1920 Hlučín in Tschechien                                                   | 11. März 1937                                       | Er hieß zunächst Cöpenicker Straße und Köpenicker Allee (ab 1907) und führt von Alt-Mahlsdorf bis zur Grenze des Ortsteils Köpenick. Er wird seit 1907 von der Straßenbahn befahren. Außerdem gibt es Baudenkmale wie die Gaststätte 'St. Hubertus' (siehe unteres Foto), nach der die Ecke volkstümlich benannt ist. Weitere interessante Gebäude sind die „Kiekemal-Schule“ (Hausnummer 219) oder das „Cabaret Knieriem“. Auf einem Teilstück der Straße verläuft der Kaulsdorfer Weg, Nummer 8 der 20 grünen Hauptwege Berlins. | Alba Recyclinghof, Jahr 2008 · BD ‚St. Hubertus‘ am Hultschiner Damm 1 |
| Hummelstraße (Lage)                 | 0560                          | Ferdinand Hummel (1855–1928), Komponist und Dirigent                                                                        | 11. Mai 1938                                        | Bei seiner Erstbenennung 1905 hieß der Verkehrsweg Schulstraße. Die Hummelstraße verläuft von An der Schule (West) bis zur Kuhnaustraße leicht aufsteigend, bildet an dieser Stelle einen kleinen dreieckigen namenlosen Platz und läuft leicht absteigend bis zur Landsberger Straße (im Osten). Umliegende Straßen südöstlich vom Bahnhof sind ebenfalls nach Musikern benannt. | |
| Ifflandstraße (Lage)                | 0880                          | August Wilhelm Iffland (1759–1814), Theaterdirektor                                                                         | 17. Feb. 1908                                       | Sie verläuft von der Langenbeckstraße am Langenbeckplatz südwestwärts bis zur Bütower Straße am Lehnitzplatz. | |
| Iglauer Straße (Lage)               | 0230                          | Iglau, deutscher Name der Stadt Jihlava in Tschechien                                                                       | 11. März 1937                                       | Zuerst hieß sie Straße 55. Sie geht von der Pilgramer Straße ostwärts ab und endet hinter der Einmündung der Hochwieser Straße kurz vor der Berliner Stadtgrenze als Sackgasse. | |
| Immortellenweg (Lage)               | 0510                          | Immortelle, ein Korbblütler                                                                                                 | 9. Juni 1933                                        | Bei seiner Erstanlage erhielt der Weg die Bezeichnung Straße 86. Der Immortellenweg beginnt in West-Ost-Richtung am Blausternweg, knickt dann nach Norden ab und endet etwa 60 Meter hinter der Goldregenstraße. | Immortellenweg, Sicht Richtung Süden |
| Jacques-Offenbach-Platz (Lage)      | 0                             | Jacques Offenbach (1819–1880), Komponist                                                                                    | Okt. 2014                                           | Platz inmitten des Kreisverkehrs, in den Hönower Straße, Giesestraße und Ridbacher Straße münden | Bild gesucht BW |
| Kaaden-Ring (Lage)                  | 0500                          | Kaaden, deutscher Name der Stadt Kadaň in Tschechien                                                                        | 16. Juli 2024                                       | Die Privatstraße zweigt östlich von der Pilgramer Straße ab. | |
| Jahnstraße (Lage)                   | 0160                          | Friedrich Ludwig Jahn (1778–1852), Pädagoge („Turnvater Jahn“)                                                              | 27. Okt. 1902                                       | Sie verbindet die Wolfsberger Straße mit der Pilgramer Straße. | |
| Kantstraße (Lage)                   | 0030 im Ortsteil              | Immanuel Kant (1724–1804), Philosoph                                                                                        | 17. Feb. 1938                                       | Sie führt von der Rauchstraße in der Siedlung Kiekemal über die Stadtgrenze zur Heinrich-Heine-Promenade in der Siedlung Waldesruh (Dahlwitz-Hoppegarten). Die Kantstraße gehört nur mit 30 Meter ihres südlichen Teils zur Siedlung Kiekemal im Ortsteil Mahlsdorf. Der längere nördliche Teil befindet sich jenseits der Berliner Stadtgrenze in der Siedlung Waldesruh von Dahlwitz-Hoppegarten im Landkreis Märkisch-Oderland. In der amtlichen Karte des Verwaltungsbezirks Lichtenberg ist die Straße 1926 noch nicht geplant, die Planfortschreibung von 1930 weist noch ein Waldstück aus. In der amtlichen Karte von 1938 ist sie unter ihrem Namen ausgewiesen. Sie ist im amtlichen Berliner Straßenverzeichnis als Gemeindestraße (44602) aufgenommen, die anliegenden Grundstücke gehören zur Rauchstraße. | Bild gesucht BW |
| Karlshafener Straße (Lage)          | 0730(im Ortsteil)             | Bad Karlshafen, Stadt in Hessen                                                                                             | 10. Mai 1951                                        | Zuerst (ab 1906) hieß sie Viktoriastraße nach der deutschen Kaiserin Auguste Viktoria. Sie beginnt etwa 100 Meter nordöstlich des Briesener Weges in Kaulsdorf, überquert am Briesener Weg die Ortsteilgrenze und endet im Südosten an der Florastraße. | |
| Karlsruher Straße (Lage)            | 0170                          | Karlsruhe, Stadt in Baden-Württemberg                                                                                       | 12. Feb. 1920                                       | Sie geht ostwärts vom Kressenweg ab und führt nach einem 90-Grad-Schwenk südwärts bis über die Bruchsaler Straße hinweg. | |
| Karlstraße (Lage)                   | 0510                          | Carl Otto (1852–1909), Besitzer eines Bauerngutes                                                                           | 27. Okt. 1902                                       | Sie verläuft zwischen Röbeler Weg und Hochwieser Straße etwa in Nordwest-Südost-Richtung. Die Namensvergabe erfolgte durch den damaligen Gemeindevorsteher Eugen Voigt noch zu Lebzeiten von Otto. Auf einem Teilstück der Straße verläuft der Kaulsdorfer Weg, Nummer 8 der 20 grünen Hauptwege Berlins. | |
| Kastanienallee (Lage)               | 0580                          | Kastanie, Laubbaum | 23. Nov. 1907                                       | Die Kastanienallee verläuft in West-Ost-Richtung vom Hultschiner Damm bis zur Mirower Straße. | |
| Kaulbachstraße (Lage)               | 0450                          | Wilhelm von Kaulbach (1805–1874), Maler                                                                                     | 12. Feb. 1920                                       | Sie verbindet die Landsberger Straße mit der Bisamstraße und tangiert dabei ein größeres Wassereinzugsgebiet, das mit einem Zaun gesichert ist. | |
| Kethelitzweg (Lage)                 | 0400                          | Otto von Kethelitz Otto von Kethelitz (auch Kettlitz) (14. Jh.), einer der ersten Gutsbesitzer in Mahlsdorf                 | 8. März 1935                                        | Der Nord-Süd-Straßenzug zwischen Elsenstraße und Großmannstraße wurde als Straße 38 in der Siedlung Elsengrund angelegt. Diese drei bis fünf Meter breite unbefestigte Fahrstraße führt von der Elsenstraße nach Süden durch die KGA ‚Elsenstraße‘, deren Parzellen den Grundstücken 7 und 13 an der Ostseite sowie 8 und 26 an der Westseite zugeordnet sind. Am Südende liegen die Grundstücke 15–225 die teilweise auf geteilten Grundstücken mit Einfamilienhäusern bebaut sind oder bebaut werden, südlich schließen sich an einem schmalen Zufahrtsweg hinter den Siedlungshäusern der Großmannstraße Grundstücke der Parlerstraße (29–29f) mit nach 2008 erbauten Siedlungshäusern an. Mit dieser Erschließung entstand wohl die Durchfahrt zur Großmannstraße. | Blickrichtung nach Süden |
| Kiekemaler Straße (Lage)            | 0290                          | Kolonie Kiekemal, 1751 angelegte Siedlung in Mahlsdorf-Süd                                                                  | 27. Nov. 1907                                       | Die Straße verbindet in West-Ost-Richtung die Wilhelm-Blos-Straße mit dem Erich-Baron-Weg. Erste Kolonisten besiedelten zu Beginn des 19. Jahrhunderts die Cöpenick'sche Cämmerey und nannten sie „Kolonie Kiekemal“. Im Jahre 1909 wurde die Enklave des Gutsbezirks Dahlwitz kommunalrechtlich mit der Landgemeinde Mahlsdorf zusammengelegt. Zur Erinnerung an die Historie erhielt eine Straße in diesem Bereich den Namen der Kolonie. | BD Kiekemaler Str. 1a: Villa „Martha“, 1901 fertiggestellt |
| Kieler Straße (Lage)                | 0580                          | Kiel, Stadt in Schleswig-Holstein                                                                                           | 12. Feb. 1920                                       | Sie verbindet die Landsberger Straße (Südost) mit dem Guthmannplatz (Nordwest). Im Nordostzipfel von Mahlsdorf liegen weitere nach Hansestädten benannte Straßen. | |
| Kleeackerweg (Lage)                 | 0500                          | Klee, Futterpflanze | 27. Juni 1925                                       | Der Weg wurde als Straße 135 kurz nach 1900 angelegt. Er verläuft von der Florastraße zunächst nordwestwärts und dann nach Nordosten abknickend bis Am Rosenhag. Der Weg mag wie die Straße Am Lupinenfeld nach einem vorher bestehenden Acker benannt sein. | Kleeackerweg im Kreuzungsbereich der Albrecht-Dürer-Straße |
| Klopstockstraße (Lage)              | 0600                          | Friedrich Gottlieb Klopstock (1724–1803), Dichter                                                                           | 23. Nov. 1907                                       | Sie verbindet die Roedernstraße (im Nordosten) mit der Waldpromenade (im Südwesten) an der Grenze nach Köpenick. | |
| Kohlisstraße (Lage)                 | 1140 (im Ortsteil)            | Carl Kohlis-Kyffhausen (1857–1910), Schriftsteller und Berliner Hotelbesitzer                                               | 23. Nov. 1907                                       | Mit der Straßenbenennung ehrte die Gemeinde Kohlis’ Engagement im Haus- und Grundbesitzerverein Mahlsdorf-Süd. Die Hausnummern 1–47 und 55–99 gehören zu Mahlsdorf, die Nummern 48–54 zu Kaulsdorf. Die Straße verläuft parallel zur Grenze mit dem Ortsteil Köpenick. Sie beginnt am Hultschiner Damm im Südosten, endet im Nordwesten kurz vor der Einmündung der Sadowastraße und setzt sich als Ulmenstraße fort. Sie wird in ganzer Länge von der Buslinie 108 durchfahren. | |
| Kolberger Straße (Lage)             | 0440                          | Kolberg, Stadt in der Provinz Pommern, seit 1945 Kołobrzeg in Polen                                                         | 12. Feb. 1920                                       | Sie verbindet die Landsberger Straße (im Nordwesten) mit der Terwestenstraße (im Südosten). | |
| Korianderweg (Lage)                 | 0430                          | Koriander, Gewürzpflanze | 26. Apr. 2002                                       | Er verläuft in West-Ost-Richtung vom Kressenweg zum Wickenweg. An der Nordseite liegen die Grundstücke einer bereits in den 1930er Jahren bestehenden Wohnsiedlung. An der Südseite liegt die um 1980 entstandene KGA 'Kressenweg', zuvor war diese Fläche landwirtschaftlich genutzt. | |
| Körnerplatz (Lage)                  | 0120 × 100                    | Theodor Körner (1791–1813), Schriftsteller                                                                                  | nach Juli 1951                                      | Beim Ausbau der Siedlung Kiekemal wurde er Platz I genannt. Der rechteckige Platz wird begrenzt von der Uhland-, Kohlis-, Mechthild- und Seestraße. In Adressbüchern der 1930er Jahre steht schon der Name Körnerplatz. Ein Großteil seiner Fläche wird vom Körnersee eingenommen, der bereits jahrhundertelang existiert und noch bis in die 1920er Jahre als ,Mahlsdorfer Tränke’ bezeichnet wurde. | Körnerplatz – Grünfläche mit Bänken und Spielmöglichkeit · Körnersee an seinem einzigen zugängigen Uferbereich Uhlandstraße Ecke Seestraße                                                    |
| Kötteritzweg (Lage)                 | 0120                          | Kötteritz, Gutsbesitzerfamilie in Mahlsdorf                                                                                 | 21. Feb. 1940                                       | Er wurde erst 1939/1940 angelegt und führt von der KGA 'Dahlwitzer Straße' (am Griebenweg) in südöstlicher Richtung bis zur Berliner Stadtgrenze, danach wird er zum Mahlsdorfer Weg im Gemeindeteil Birkenstein von Hoppegarten. | |
| Kressenweg (Lage)                   | 01900                         | Kresse, Gewürzkraut | 11. Nov. 1935                                       | Der Kressenweg in der Siedlung Eichenhof verbindet in Süd-Nord-Richtung die Mannheimer Straße mit der B1/B5 (Alt-Kaulsdorf/Alt-Mahlsdorf). Er begann ursprünglich erst südlich des Butterblumensteigs und endete an der Goldregenstraße. Später verband man ihn nordwärts mit der Elsenstraße. Seit 1978 führt er nördlich der Goldregenstraße im Bogen um die Siedlung Elsengrund herum und endet an der B1/B5. Der Julpfad (eine Straße in der Siedlung Elsengrund) wurde in den Kressenweg einbezogen. Im Süden wurde eine Verbindung zur Mannheimer Straße hergestellt. Auf einem Teilstück der Straße verläuft auch der Kaulsdorfer Weg, Nummer 8 der 20 grünen Hauptwege Berlins. | |
| Kuhnaustraße (Lage)                 | 0290                          | Johann Kuhnau (1660–1722), Komponist                                                                                        | 11. Mai 1938                                        | Bei ihrer Erstbenennung hieß sie Röntgenstraße nach dem Physiker Wilhelm Conrad Röntgen. Die Kuhnaustraße verbindet die Pestalozzistraße (Süd) mit der Donizettistraße (Nord) in leicht abgeknickter Trassenführung. | |
| Kumberger Weg (Lage)                | 0210                          | Kumberg, Gemeinde in der Steiermark in Österreich                                                                           | 11. März 1937                                       | Zuerst hieß er Triftweg, nach dem Weg für das Nutzvieh benannt. Es ist die südlichste Straße im Ortsteil, die zwischen Mirower Straße und Waldesruher Straße in der brandenburgischen Gemeinde Hoppegarten (Gemeindeteil Waldesruh) verläuft. | |
| Landsberger Straße (Lage)           | 2910 (unterbrochen)           | Altlandsberg, Stadt in Brandenburg (Richtung der Straße)                                                                    | vor 1838                                            | Die Landsberger Straße ist ein Reststück eines mittelalterlichen Verbindungsweges zwischen Köpenick und Altlandsberg. Sie beginnt im Süden an der Straße Alt-Mahlsdorf, wo sich ostwärts ein größeres Gewerbegebiet herausgebildet hat, als Businesspark B1 bezeichnet. Die Erschließungsarme sind als rechteckiges Netz angelegt und gehören alle zur Landsberger Straße. Sie wird in ihrem Verlauf durch die Trasse der Preußischen Ostbahn unterbrochen und führt dann weiter bis zur Dahlwitzer Straße im Nordosten. Auf dem Grundstück Landsberger Straße 178 wird bis zum Schuljahr 2025/26 eine Compartmentschule in Holzbauweise errichtet. | Landsberger Straße, nordwärts gesehen · Landberger Straße Ecke Alt-Mahlsdorf; Drei aus nachgebildeten Telefonteilen hergestellte Geräte: Tacker, Telefon, Maulschlüssel vor einem Bürogebäude |
| Landvogtstraße (Lage)               | 0530                          | Landvogt, königlicher Verwalter eines Gebiets                                                                               | 16. Mai 1938                                        | Die Straße verläuft von der Landsberger Straße ostwärts über die Lortzingstraße hinweg bis zur Berliner Stadtgrenze. Sie wurde in den 1920er Jahren angelegt und hieß bis zum 16. Mai 1938 Mendelssohnstraße nach dem Komponisten Felix Mendelssohn Bartholdy. Die Umbenennung erfolgte am selben Tag wie die der Offenbachstraße in Pfalzgrafenweg und der Liebermannstraße in Schongauerstraße, was eine gemeinsame antisemitische Aktion durch die Nationalsozialisten erkennen lässt. | |
| Langenbeckplatz (Lage)              | 0115 × 65                     | Bernhard von Langenbeck (1810–1887), Chirurg und Hochschullehrer                                                            | 17. Feb. 1908                                       | Der rechteckige Platz liegt diagonal in der Straßenkreuzung von Langenbeckstraße (im Norden), dem Zipser Weg (im Osten), der Spitzwegstraße (im Süden) und der Ifflandstraße (im Westen). Ein großer Teil ist mit unterschiedlichen Spielmöglichkeiten gestaltet (Streetballplatz, Wippe und Schaukel und ein Tobehaus für die Kleinsten). Zur Ifflandstraße hin befindet sich ein Grünstreifen, der naturnah belassen ist. | |
| Langenbeckstraße (Lage)             | 0440                          | Bernhard von Langenbeck (1810–1887), Chirurg und Hochschullehrer                                                            | 17. Feb. 1908                                       | Sie verbindet die Wolfsberger Straße (West) mit der Zipser Straße am Langenbeckplatz (Ost). | |
| Laraweg (Lage)                      | 0200                          | | 13. Juni 2015                                       | Der Weg zweigt östlich von der Theodorstraße ab und endet als Sackgasse. | |
| Lavendelweg (Lage)                  | 0500                          | Lavendel, Pflanzengattung der Lippenblütler                                                                                 | 9. Juni 1933                                        | Zuerst hieß der Weg Straße 88. Der 10 Meter breite Weg liegt in der Siedlung Eichenhof zwischen Korianderweg und Goldregenstraße und bildet einige Erschließungsäste als Zufahrtsstraße. An der Westseite liegen die Grundstücke 19–63 (ungerade) und gegenüber 20–64 (gerade), die Grundstücke 1–17 und 2–18 existieren nicht. | |
| Ledebourstraße (Lage)               | 1180                          | Georg Ledebour (1850–1947), Politiker                                                                                       | 24. Mai 1951                                        | Bei der Trassierung im Jahr 1902 erhielt der Verkehrsweg den Namen Bismarckstraße nach Otto von Bismarck, dem ersten deutschen Reichskanzler. Die Ledebourstraße verbindet in West-Ost-Führung den Hultschiner Damm mit der Berliner Stadtgrenze. Dort wird aus der Ledebourstraße der Heidemühler Weg in Hoppegarten-Waldesruh. | Hinter dem Auto rechts ist das Ortsausgangsschild von Berlin zu sehen |
| Lehnitzplatz (Lage)                 | 0190 × 090 × 0120 × 140       | Lehnitz, Ortsteil der Stadt Oranienburg in Brandenburg                                                                      | 12. Apr. 1951                                       | Er hieß ab 1908 Hohenzollernplatz wie die gleichnamige Straße. Der unregelmäßig rechteckförmige grüne Platz wird begrenzt von Bütower Straße (im Norden), Lehnitzstraße (im Osten), Rüsternallee (im Süden) und Mirower Straße (im Westen). Schräg über die mit Büschen und Bäumen bewachsene Grünfläche führt ein Fußweg, der die auf den Platz zulaufende Ifflandstraße mit der Kreuzung Rüsternallee / Mirower Straße verbindet. | |
| Lehnitzstraße (Lage)                | 2530                          | Lehnitz, Ortsteil der Stadt Oranienburg in Brandenburg                                                                      | 12. Apr. 1951                                       | Ab dem 17. Februar 1908 trug die neue Straße den Namen Hohenzollernstraße nach dem brandenburgisch-preußischen Herrschergeschlecht. Die Lehnitzstraße führt von der Rahnsdorfer Straße südwestwärts, macht an der Rüsternallee einen leichten Südknick und endet an der Begasstraße. | Von der Rahnsdorfer Straße aus gesehen |
| Lemkestraße (Lage)                  | 2480                          | Karl Lemke (1847–1906), Bauerngutsbesitzer in Mahlsdorf                                                                     | 27. Sep. 1902                                       | Die geradlinig verlaufende Straße verbindet die Dahlwitzer Straße über die Greifswalder Straße (im Norden), die Kieler Straße und die Bahntrasse hinweg mit der Donizettistraße (im Südwesten). Symmetrisch dazu wurde im nördlichen Bereich der Verkehrsweg Wacholderheide angelegt. | |
| Lenbachstraße (Lage)                | 0560                          | Franz Ritter von Lenbach (1836–1904), Maler                                                                                 | 9. Feb. 1910                                        | Die Lenbachstraße in Mahlsdorf-Nord verbindet die Florastraße (im Nordwesten) mit der Landsberger Straße (im Südosten). Ihre nordwestliche Fortsetzung bildet die Lübzer Straße, ihre südöstliche ist die Weberstraße. Im Bezirk gibt es in Kaulsdorf ebenfalls eine Lenbachstraße, die sich auf den gleichen Namensgeber bezieht. Zudem bestehen Lenbachstraßen im Ortsteil Friedrichshain (Friedrichshain-Kreuzberg) und in Steglitz-Zehlendorf (Steglitz). Im Berliner Verzeichnis werden die Straßen in Kaulsdorf (41749) und Mahlsdorf (41750) unterschieden. | |
| Lessingstraße (Lage)                | 0640                          | Gotthold Ephraim Lessing (1729–1781), Dichter                                                                               | 17. Apr. 1902                                       | Die Benennung dieser Straße erfolgte auf Antrag eines in Mahlsdorf lebenden Namensvetters des Dichters Fritz Reuter, des Landmessers Fritz Reuter; ebenso wie die Fritz-Reuter-Straße und die Walderseestraße (An der Schule) entsprechend seinem Antrag benannt wurden. Sie verläuft von der Roedernstraße (im Nordosten) bis zur Waldpromenade (im Südwesten). | |
| Levensauer Straße (Lage)            | 0430                          | Levensau, Ortsteil der Gemeinde Neuwittenbek in Schleswig-Holstein                                                          | 27. Juni 1925                                       | Angelegt als Straße 45, verbindet sie den Hultschiner Damm (West) mit der Pilgramer Straße (Ost). | |
| Linderhofstraße (Lage)              | 0810                          | Linderhof, Schloss in der Gemeinde Ettal in Bayern                                                                          | 11. März 1937                                       | Ab 1902 hieß sie zunächst Lindenstraße. Die Linderhofstraße verläuft vom Briesener Weg (Nordwest) zur Lemkestraße (Südost). Die acht Meter breite Straße mit Kleinkopfsteinpflaster und Vorortbebauung ist in der Länge als Gemeindestraße ausgewiesen, 20 Meter der Linderhofstraße sind nach dem Straßenverzeichnis als Fußweg (FUWE) vermerkt, das westliche Straßenende hat auch keine Durchfahrt zum Briesener Weg. | |
| Lisztstraße (Lage)                  | 0160                          | Franz Liszt (1811–1886), Komponist                                                                                          | um 1920                                             | Sie verbindet die Beethovenstraße mit der Händelstraße in Nord-Süd-Richtung. | |
| Lohengrinstraße (Lage)              | 060 (im Ortsteil)             | Lohengrin, Oper von Richard Wagner                                                                                          | um 1910                                             | Nur die Nummern 2 und 3 (Ostseite der kurzen Stichstraße) gehören zu Mahlsdorf. Sie verläuft als Verlängerung der Lehnestraße von der (Kaulsdorfer) Bausdorfstraße bis zum Bahndamm in Nord-Süd-Richtung. Vor der Parzelle Nummer 2 wurden am 22. Mai 2008 Stolpersteine zu Ehren von Rosa und Heinrich Lange verlegt, die hier in einem Gartenhäuschen wohnten und 1942 nach Auschwitz deportiert wurden, wo man sie umbrachte. | |
| Lortzingstraße (Lage)               | 0880                          | Albert Lortzing (1801–1851), Komponist                                                                                      | um 1910                                             | Sie beginnt als Sackgasse etwa 50 Meter südlich der Friesacker Straße und endet im Norden an der Beethovenstraße. Sie verläuft westlich parallel zur Berliner Stadtgrenze (im Bereich des Gewerbegebietes Hoppegarten). | |
| Löwestraße (Lage)                   | 0440                          | Carl Loewe (1796–1869), Komponist                                                                                           | 21. Sep. 1922                                       | Ab 1919 wurde sie im Feldbuch als Straße 112 geführt. Sie führt im leichten Bogen von der Landsberger Straße zur Kaulbachstraße. | |
| Lübecker Straße (Lage)              | 0430                          | Lübeck, Stadt in Schleswig-Holstein                                                                                         | 12. Feb. 1920                                       | Sie verbindet den Daffingerweg im Südosten mit der Greifswalder Straße im Norden. Zwischen Lemkestraße und Wacholderheide ist sie durch die KGA ‚Wacholderheide‘ unterbrochen. Im Nordostzipfel von Mahlsdorf liegen weitere nach Hansestädten benannte Straßen. | |
| Lübzer Straße (Lage)                | 0600                          | Lübz, Stadt in Mecklenburg-Vorpommern                                                                                       | 10. Mai 1951                                        | Bei ihrer Erstanlage 1910 hieß sie Augustastraße nach der deutschen Kaiserin Augusta. Die Lübzer Straße verläuft in Nordwest-Südost-Richtung zwischen dem Briesener Weg und der Florastraße. Jenseits der Florastraße setzt sie sich als Lenbachstraße fort. | |
| Lutherstraße (Lage)                 | 0300                          | Martin Luther (1483–1546), Theologe und Reformator                                                                          | 27. Okt. 1902                                       | Sie verbindet den Hultschiner Damm in West-Ost-Führung mit der Wolfsberger Straße. | |
| Maipfad (Lage)                      | 0160                          | Mai, Monat | 18. März 1935                                       | Zuerst hieß er Weg V in der Siedlung Elsengrund. Der Maipfad verbindet den Brachetweg (West) mit dem Hornungweg (Ost). Im RBS-Straßensystem wird er als Gemeindestraße geführt, besitzt aber für die Straßenausstattung die Klasse „VWEG“ (Verbindungsweg). In der Siedlung Elsengrund bestehen Straßen nach Monatsnamen und den Frühjahrsfesten Ostern und Pfingsten. | |
| Malevkeweg (Lage)                   | 0100                          | | 21. Jan. 2017                                       | Der Weg zweigt östlich vom Hermineweg ab und endet nach einer Richtungsänderung nach Süden wieder am Hermineweg. | |
| Mannheimer Straße (Lage)            | 0980                          | Mannheim, Stadt in Baden-Württemberg                                                                                        | 12. Feb. 1920                                       | Vor ihrer offiziellen Benennung waren es die Friedrichshagener Wiesen. Die Mannheimer Straße führt in Ost-West-Richtung vom Hultschiner Damm bis zur Grenzstraße. | Mannheimer Straße, Blickrichtung Osten |
| Marderweg (Lage)                    | 0240                          | Marder, Gruppe einheimischer Raubtiere                                                                                      | 27. Juni 1925                                       | Angelegt wurde der Marderweg als Straße 102. Er beginnt an der Lemkestraße in nordwestlicher Richtung, knickt dann nach Norden ab und endet am Guthmannplatz. Einige Abschnitte sind nicht mit Kraftfahrzeugen benutzbar. | |
| Margaretenstraße (Lage)             | 0180 (in der KGA Elsenstraße) | Margarete, weiblicher Vorname                                                                                               | 12. Feb. 1920                                       | Die 10 Meter breite Straße liegt zwischen der Rosa-Valetti-Straße (Ost) und der KGA –Elsenstraße (West). In fortlaufender Nummerierung liegen die Grundstücke 1–5a (Südseite) und 6–9 (Nordseite). Den Nordrand der Straße nimmt zu einem großen Teil der Elsenteich mit seinem Uferbereich ein. | Blickrichtung West |
| Markgrafenstraße (Lage)             | 0510 (im Ortsteil)            | Markgraf, Verwalter eines Grenzgebietes                                                                                     | 27. Juli 1906                                       | Die Markgrafenstraße ist die Fortsetzung der in Kaulsdorf verlaufenden Wernerstraße und mündet östlich auf die Florastraße. Die genaue Ortsteilgrenze wurde 2005/2006 vom Bezirksamt so festgelegt, dass die Grundstücke westlich des Briesener Wegs zu Kaulsdorf gehören (Hausnummern 1 und 24), die übrigen zu Mahlsdorf. | |
| Mauswieselweg (Lage)                | 0170                          | Mauswiesel, Wieselart der Marder                                                                                            | 28. Mai 2010                                        | Die Privatstraße verläuft in südöstlicher Richtung zwischen Bisam- und Seidenschwanzstraße. | Bild gesucht BW |
| Mechthildstraße (Lage)              | 0730                          | Mechthild, weiblicher Vorname                                                                                               | 11. Nov. 1938                                       | Bei der Erstanlage hieß sie Goethestraße nach Johann Wolfgang von Goethe. Sie verläuft zwischen Waldpromenade und Roedernstraße in Südwest-Nordost-Richtung. | |
| Melanchthonstraße (Lage)            | 1580                          | Philipp Melanchthon (1497–1560), Philologe und Reformator                                                                   | 27. Juli 1906                                       | Der Süd-Nord-Straßenzug beginnt als Sackgasse etwa 100 Meter südlich der Markgrafenstraße in der Nähe des Rohrpfuhls, verläuft bis zu einem namenlosen Platz zwischen Am Lupinenfeld und Albrecht-Dürer-Straße, setzt sich dann weiter nordwärts fort und endet wiederum als Sackgasse am Sportplatz Am Rosenhag. Der Abschnitt ab Albrecht-Dürer-Straße nach Norden wurde erst in den 1920er Jahren ausgebaut und als Verlängerte Melanchthonstraße bezeichnet. | |
| Menzelstraße (Lage)                 | 0530                          | Adolf Menzel (1815–1905), Maler                                                                                             | 23. Aug. 1918                                       | Sie verläuft zwischen Verdistraße und Lemkestraße (Sackgasse) direkt nördlich des Bahndamms. Westlich führt sie als namenloser Fußweg auf rund 520 Meter am Südufer des Rohrpfuhls bis zur Hönower Straße weiter. | |
| Mirower Straße (Lage)               | 2200                          | Mirow, Stadt in Mecklenburg-Vorpommern                                                                                      | 11. März 1937                                       | Die Mirower Straße entstand aus der 1907 angelegten Hirschgartenstraße und einem Teil des Triftweges. Sie ist ein langer Süd-Nord-Straßenzug zwischen dem Kumberger Weg und der Ahornallee. | |
| Mozartstraße (Lage)                 | 0380                          | Wolfgang Amadeus Mozart (1756–1791), Komponist                                                                              | 23. Juli 1904                                       | Sie verläuft von der Pestalozzistraße im Süden bis zur Donizettistraße im Norden. | |
| Müllerstraße (Lage)                 | 1130                          | Ludwig Müller (1820–1890), Landwirt in Mahlsdorf                                                                            | 27. Okt. 1902                                       | Sie verbindet den Hultschiner Damm (West) mit der Summter Straße (Ost). Die Straße wurde nach dem Besitzer des Grundstücks benannt, über das sie verläuft. | |
| Münsterberger Weg (Lage)            | 0630 (im Ortsteil)            | Münsterberg, Stadt in der Provinz Schlesien, seit 1945 Ziebice in Polen                                                     | 9. Juni 1933                                        | Der Straßenzug entstand aus der Marienburger Straße (um 1920; Mahlsdorf), Straße 30, Joachimstraße und Breite Straße (um 1920; Kaulsdorf). Er führt vom Bahnhof Wuhletal (Nordwest) im Ortsteil Berlin-Kaulsdorf, durch mehrere Fußgängerbereiche unterbrochen, geradlinig bis zur Neuenhagener Straße (Südsüdost) in Mahlsdorf. Von der Gesamtlänge der Straße die im Ortsteil liegt sind die 140 Meter zwischen Gleisdorfer und Neuenhagener Straße vor den Handelsflächen an Alt-Mahlsdorf im Straßenverzeichnis als Fußweg (RBS: FUWE) eingetragen. Im Ortsteil befinden sich die Grundstücke 131–155 (Nordseite, ungerade) und 130–166 (gerade, Südseite). Die Wohnhäuser an der Nordseite gegenüber 160–166 sind der Gleisdorfer Straße (51c, 51b) und der Neuenhagener Straße (1a, 1b) zugeteilt. Am Ostausgang des Straßenlaufs gehören die Grundstücke zu Alt-Mahlsdorf das südliche Grundstücke (21) und 23 an der Nordostecke (Burger King). | |
| Murmeltierweg (Lage)                | 0130                          | Murmeltier, Marder-Raubtier                                                                                                 | 20. Aug. 2007                                       | Die Stichstraße führt von der Landsberger Straße südostwärts. Der Murmeltierweg dient der Erschließung eines neu errichteten Kleinsiedlungsgebiets. | |
| Nebelsteig (Lage)                   | 0130                          | Nebelmond, altdeutsch für November                                                                                          | 18. März 1935                                       | Zuerst hieß er Weg X in der Siedlung Elsengrund. Der Nebelsteig führt vom mittleren Teil des Kressenwegs nordwärts bis zum Heuetsteig. In der Siedlung Elsengrund bestehen Straßen nach altdeutschen Monatsnamen und den Frühjahrsfesten. Eine Annahme zum Ausgang für die Namensgebung mag die Lage im Niederungsbereich dreier Seen und dadurch häufig zu beobachtenden Nebel sein. | |
| Neudammer Straße (Lage)             | 0290                          | Neudamm, Stadt in der Provinz Brandenburg, seit 1945 Debno in Polen                                                         | 11. Mai 1938                                        | Zuerst hieß sie Konstanzer Straße (damals von Köpenicker Allee bis Triftweg; nach der Stadt Konstanz). Es ist ein Ost-West-Straßenzug zwischen Wolfsberger Straße und Hultschiner Damm. | |
| Neuenhagener Straße (Lage)          | 0710                          | Neuenhagen, Gemeinde in Brandenburg (Richtung der Straße)                                                                   | 12. Nov. 1969                                       | Bei ihrer Anlage um 1920 hieß sie Danziger Straße nach Hansestadt Danzig. Sie verläuft als Nord-Süd-Straßenzug zwischen Treskowstraße und Alt-Mahlsdorf. An ihr befinden sich einige der von Max Taut konzipierten Mehrfamilienhäuser. | |
| Osterpfad (Lage)                    | 080                           | Ostern, christliches Fest                                                                                                   | 18. März 1935                                       | Zuerst hieß er Weg IV in der Siedlung Elsengrund. Der Osterpfad ist eine Stichstraße, die vom Pfingstweg südwärts abgeht. In der Siedlung Elsengrund bestehen Straßen nach Monatsnamen und den Frühjahrsfesten. | Blickrichtung Süd |
| Pariser Straße (Lage)               | 0600                          | Paris, Hauptstadt von Frankreich                                                                                            | 17. Apr. 1906                                       | Die Straße verläuft von der Roedern- bis zur Mannheimer Straße in Süd-Nord-Richtung. | Pariser Straße, Blickrichtung Nordosten |
| Parkstraße (Lage)                   | 0320                          | Park, Grünanlage am ‚Seebad Königstal‘                                                                                      | 17. Apr. 1906                                       | Der heutige Kaulsdorfer Busch um den Eichwaldgraben an der Grenze zwischen Mahlsdorf und Kaulsdorf hieß um 1900 Königstal-Park, auf den diese Straße zulief. Ihre Trasse beginnt an der Pariser Straße in nordwestlicher Richtung und mündet nach einem kleinen stumpfen Knick in die Roedernstraße. | |
| Parlerstraße (Lage)                 | 0750                          | Peter Parler (~1330–1399), Baumeister und Bildhauer                                                                         | 26. Juli 1951                                       | Der nördliche Teil der 1906 angelegten Metzer Straße (nach der französischen Stadt Metz) wurde 1951 in Parlerstraße, der südliche in Wickenweg umbenannt. Die beiden Teile der Straße wurden 1938/1942 unterbrochen. Die Straße beginnt als Sackgasse etwa 160 Meter südlich der Goldregenstraße. Nach den Grundstücken nördlich der Goldregenstraße (Nr. 16 bzw. 17) führt sie als unbebauter Fahrweg weiter und wird dann zur sieben Meter breiten Rosa-Valetti-Straße. Die Parlerstraße setzt sich nach einem westlichen Versatz an der Grossmannstraße mit den Grundstücken Nr. 26 bzw. 27 in nördlicher Richtung bis zur Margaretenstraße fort. Der Straßenlauf in 15 Meter Breite besteht hier aus einem fünf Meter breiten Asphaltband, das an beiden Seiten von unbefestigten Grünstreifen mit Birken begleitet wird. | Blick in die Parlerstraße von der Großmannstraße aus. |
| Paul-Wegener-Straße (Lage)          | 0980 (im Ortsteil)            | Paul Wegener (1874–1948), Schauspieler                                                                                      | 31. Mai 1951                                        | Bei ihrer Erstanlage erhielt sie am 17. Februar 1908 den Namen Blumenthalstraße nach dem preußischen General Leonhard von Blumenthal. Sie verläuft in West-Ost-Richtung vom Hultschiner Damm bis zur Berliner Stadtgrenze und setzt sich als Waldpromenade in der Nachbargemeinde Hoppegarten (Gemeindeteil Waldesruh) fort. | |
| Pestalozzistraße (Lage)             | 0620                          | Johann Heinrich Pestalozzi (1746–1827), Schweizer Pädagoge                                                                  | um 1900                                             | Sie verläuft zwischen Hönower und Landsberger Straße in West-Ost-Richtung. | |
| Pfalzgrafenweg (Lage)               | 0530                          | Pfalzgraf, oberster richterlicher Vertreter eines Herrschers in dessen Pfalz                                                | 16. Mai 1938                                        | Der Pfalzgrafenweg hieß bei der Erstbenennung am 12. Februar 1920 Offenbachstraße nach dem Komponisten Jacques Offenbach. Er ist ein südlicher Abzweig der Donizettistraße und verläuft dann in West-Ost-Richtung parallel zu dieser bis zur Berliner Stadtgrenze. Dort besteht eine fußläufige Verbindung zur Industriestraße im Gewerbegebiet der Gemeinde Hoppegarten in Brandenburg. | |
| Pfarrhufenanger (Lage)              | 0550                          | Anger des Dorfpfarrers | 15. Jan. 2015                                       | Die Straße als Verlängerung des Pfarrhufenweges zwischen Sudermannstraße und Albrecht-Dürer-Straße entstand im Rahmen des Bebauungsplanes 10-51 „Mahlsdorfer Grünzug“ zur Erschließung eines Neubauprojektes für 48 Einfamilienhäuser. Die bisher unbebaute Fläche wurde für die Erweiterung des Mahlsdorfer Friedhofs freigehalten aber 2006 für eine andere Nutzung vorgesehen. | Bild gesucht BW |
| Pfarrhufenweg (Lage)                | 0130                          | Landstück des Dorfpfarrers                                                                                                  | 11. März 1937                                       | Zuerst hieß der Weg Straße 96. Er verläuft zwischen Albrecht-Dürer-Straße und Feldrain nordostwärts und bildet damit eine Verbindung zwischen der Kreuzkirche und der Mahlsdorfer Grundschule. | |
| Pfingstweg (Lage)                   | 0160                          | Pfingsten, christliches Fest                                                                                                | 18. März 1935                                       | Um 1930 wurde die Siedlung Elsengrund (in Adressbüchern aus dieser Zeit Stadtrandsiedlung genannt) projektiert, und diese Erschließungsstraße bekam die Bezeichnung Weg V. Der heutige Pfingstweg verbindet den Eisweg (Westen) mit dem Hornungweg (Osten). In der Siedlung Elsengrund bestehen Straßen nach Monatsnamen und den Frühjahrsfesten. | |
| Phloxstraße (Lage)                  | 0600                          | Phlox, Gattung der Sperrkrautgewächse                                                                                       | 9. Juni 1933                                        | Zuerst hieß sie Straße 84. Sie verbindet in der Siedlung Eichenhof den Kressenweg (West) mit dem Immortellenweg (Ost). | |
| Pilgramer Straße (Lage)             | 3830                          | Pilgram, deutscher Name der Stadt Pelhřimov in Tschechien                                                                   | 11. März 1937                                       | Die Pilgramer Straße entstand 1937 durch Zusammenlegung der Langestraße (1902 angelegt; auch Lange Straße geschrieben), Kaiser-Friedrich-Straße (1904 angelegt) und Straße 53. Sie verläuft in Süd-Nord-Richtung von der Waldpromenade bis Alt-Mahlsdorf. Auf einer nordöstlichen Seite wurde am Ende des 20. Jahrhunderts ein Querarm (Hausnummern 286–294) angelegt und mit neuen Villen bebaut (unteres Bild). | |
| Pilsener Straße (Lage)              | 1050 (im Ortsteil)            | Pilsen, deutscher Name der Stadt Plzeň in Tschechien                                                                        | 11. März 1937                                       | Der Verkehrsweg wurde 1937 aus dem westlichen Abschnitt der Triftstraße und der im Februar 1908 benannten Blücherstraße (nach dem preußischen General Gebhard Leberecht von Blücher) gebildet. Die Pilsener Straße verbindet den Hultschiner Damm (West) mit der Berliner Stadtgrenze und endet an der Karl-Marx-Straße/Mahlsdorfer Allee (Südost) im Gemeindeteil Waldesruh der brandenburgischen Gemeinde Hoppegarten. | |
| Rahnsdorfer Straße (Lage)           | 1420                          | Rahnsdorf, Ortsteil des Berliner Bezirks Treptow-Köpenick                                                                   | 27. Okt. 1902                                       | Sie führt in Südost-Richtung vom Hultschiner Damm bis an die Berliner Stadtgrenze, danach in der Gemeinde Hoppegarten heißt die Straße Friedhofstraße. An der Nordseite der Rahnsdorfer Straße (nahe der Einmündung der Lehnitzstraße) liegt der Waldkirchhof Mahlsdorf. Auf einem Teilstück der Straße verläuft der Kaulsdorfer Weg, Nummer 8 der 20 grünen Hauptwege Berlins. | |
| Rastatter Straße (Lage)             | 0240                          | Rastatt, Stadt in Baden-Württemberg                                                                                         | 12. Feb. 1920                                       | Sie verbindet den Hultschiner Damm (Ost) mit dem Wickenweg (West). | |
| Rauchstraße (Lage)                  | 0380                          | Christian Daniel Rauch (1777–1857), Bildhauer                                                                               | 12. Feb. 1920                                       | Die Rauchstraße verläuft von der Lehnitzstraße bis zur Waldesruher Straße in der brandenburgischen Gemeinde Hoppegarten (Gemeindeteil Waldesruh). | |
| Ravensteinstraße (Lage)             | 0130                          | Ravensteiner Mühle, Gehöft im Gemeindeteil Waldesruh der Gemeinde Hoppegarten in Brandenburg                                | um 1905                                             | Sie liegt in Mahlsdorf-Süd und verbindet den Erich-Baron-Weg (West) mit der Mirower Straße (Ost). | |
| Reintrautweg (Lage)                 | 0150                          | Reintraut, weiblicher Vorname                                                                                               | 10. Mai 2014                                        | Die Privatstraße geht in nördlicher Richtung vom Arturweg ab und endet nach einem Schwenk nach Osten als Sackgasse. Der Straßenname wurde auf Vorschlag des Erschließungsträgers vergeben. Die Benennung erfolgte im Erschließungsgebiet Pilgramer Straße-Theodorstraße im Bebauungsplan XXIII-9b. | Bild gesucht BW |
| Rembrandtstraße (Lage)              | 0930                          | Rembrandt (1606–1669), niederländischer Maler                                                                               | 12. Feb. 1920                                       | Sie verbindet die Menzelstraße (Südwest) mit dem Walter-Leistikow-Weg (Nordost). | |
| Ridbacher Straße (Lage)             | 0250 (im Ortsteil)            | Ridbach, Ort in der Provinz Ostpreußen, seit 1945 Rzeck, Ortschaft der Stadt- und Landgemeinde Biskupiec                    | 18. Okt. 1937                                       | Sie verbindet den Jacques-Offenbach-Platz an der Hönower Straße (Südost) mit der Grottkauer Straße in Kaulsdorf (Nord). Zu Mahlsdorf zählen die Grundstücke 1–22 (Hönower Straße bis Briesener Weg), der sonstige Abschnitt gehört zu Kaulsdorf. Der Straßenzug entstand aus der Hellersdorfer Straße (um 1902) und der schon im 19. Jahrhundert nachgewiesenen Mahlsdorfer Straße. | Ridbacher Straße an der Kreuzung mit dem Brisener Weg, nordwärts gesehen |
| Ringeltaubenweg (Lage)              | 0170                          | Ringeltaube, Vogelart | 28. Mai 2010                                        | Die Privatstraße verläuft in südöstlicher Richtung zwischen Bisam- und Seidenschwanzstraße. | Bild gesucht BW |
| Röbeler Weg (Lage)                  | 0280                          | Röbel, Stadt in Mecklenburg-Vorpommern                                                                                      | 11. Mai 1938                                        | Bei seiner Erstbenennung am 23. Oktober 1902 erhielt er den Namen Wilhelmstraße nach Wilhelm Wernicke, Grundstücksbesitzer und Parzellenhändler in Mahlsdorf. Der Röbeler Weg führt von der Rahnsdorfer Straße nordostwärts und endet als Sackgasse. Auf einem Teilstück der Straße verläuft der Kaulsdorfer Weg, Nummer 8 der 20 grünen Hauptwege Berlins. | |
| Roedernstraße (Lage)                | 01000                         | Siegfried von Roedern (1870–1954), Landrat des Landkreises Niederbarnim                                                     | um 1905                                             | Anfangs wurde sie Rödernstraße geschrieben. Sie beginnt am Hultschiner Damm im Osten, endet kurz vor der Grenzstraße im Westen und setzt sich in Kaulsdorf als Eschenstraße fort. Der Landrat Roedern wird in mehreren Berliner Ortsteilen, die vormals zum Kreis Niederbarnim gehörten, in Straßennamen geehrt, da er besonders den Chausseebau förderte. | |
| Rosa-Valetti-Straße (Lage)          | 0460                          | Rosa Valetti (1876–1937), Schauspielerin und Kabarettistin                                                                  | 1. Mai 1995                                         | Die Rosa-Valetti-Straße führt mit sieben Meter Breite von der Großmannstraße in Nordost-Richtung zum Hultschiner Damm. An der Straße sind die Grundstücke 2–24 (gerade, Südost) und 5–23 (ungerade) bebaut, die Nummern 2–2D haben eine eigene Zufahrt. Den Verkehrsweg gab es bereits seit Jahrzehnten als Verbindungsweg, dieser besaß die amtliche Benennung Zur Parlerstraße (Straßennummer 05448), entsprechend der Lage vom Hultschiner Damm schräg in die Parlerstraße, die in ihrem Lauf etwas versetzt ist und in der Breite von sieben Metern weiterführt, während ihr Nordabschnitt 17 Meter breit ist. | |
| Roseggerstraße (Lage)               | 0220                          | Peter Rosegger (1843–1918), österreichischer Schriftsteller                                                                 | 12. Feb. 1920                                       | Sie verbindet den Hultschiner Damm mit der Mechthildstraße in Ost-West-Führung. Bei ihrer Erstanlage hatte sie noch nicht die heutige Länge. In den 1920er Jahren verlängerte man sie und gab dem neuen Straßenabschnitt den Namen Verlängerte Roseggerstraße, die später in die Roseggerstraße einbezogen wurde. | |
| Rotdornallee (Lage)                 | 0200                          | Rotdorn, einheimischer Laubbaum                                                                                             | 23. Nov. 1907                                       | Sie führt in West-Ost-Richtung vom Hultschiner Damm bis zur Wilhelm-Blos-Straße. | |
| Rubensstraße (Lage)                 | 0160                          | Peter Paul Rubens (1577–1640), niederländischer Maler                                                                       | 12. Feb. 1920                                       | Sie stellt eine nordostwärts gerichtete Verbindung zwischen Verdistraße und Kaulbachstraße in Mahlsdorf-Nord her. | |
| Ruhlsdorfer Straße (Lage)           | 0900 (im Ortsteil)            | Ruhlsdorf, Ortsteil der Gemeinde Marienwerder in Brandenburg                                                                | 31. Mai 1951                                        | Im Jahre 1907 wurde sie als Steinstraße nach dem preußischen Staatsbeamten Heinrich Friedrich Karl vom und zum Stein benannt. Sie verläuft zwischen Hultschiner Damm (West) und der Berliner Stadtgrenze zum Gemeindeteil Waldesruh der brandenburgischen Gemeinde Hoppegarten (Ost). | Baudenkmal Wohnhaus Ruhlsdorfer Straße 10 aus dem Jahr 1900 |
| Rüsternallee (Lage)                 | 0910                          | Rüster, einheimischer Baum                                                                                                  | 17. Feb. 1908                                       | Die Rüsternallee führt vom Hultschiner Damm südostwärts bis zur Berliner Stadtgrenze. In der brandenburgischen Gemeinde Hoppegarten (Gemeindeteil Waldesruh) wird aus diesem Verkehrsweg die Schopenhauerstraße. | |
| Schlüterstraße (Lage)               | 0220                          | Andreas Schlüter (1659–1714), Bildhauer und Architekt                                                                       | 12. Feb. 1920                                       | Die Schlüterstraße verläuft von der Rauchstraße nach Süden über die Begasstraße hinweg und wird hier zur Sackgasse. | |
| Schongauerstraße (Lage)             | 0440                          | Martin Schongauer (~1450–1491), Maler und Kupferstecher                                                                     | 16. Mai 1938                                        | Bei ihrer Erstanlage erhielt sie am 12. Februar 1920 den Namen Liebermannstraße nach dem Maler Max Liebermann. Sie führt im Ortsteil von der Stralsunder Straße (Südwest) zur Dahlwitzer Straße (Nordost). | |
| Schrobsdorffstraße (Lage)           | 0810                          | Renate Schrobsdorff (1844–1905), Gutsbesitzerin in Mahlsdorf                                                                | 2. Juli 1904                                        | Die Schrobsdorffstraße reicht von der Pilsener Straße im Norden bis zum Erich-Baron-Weg im Süden und setzt sich dort als Wilhelm-Blos-Straße fort. – Nach dem Tod von Hermann Schrobsdorff, seit 1880 Rittergutsbesitzer in Mahlsdorf, führte die Witwe Renate Schrobsdorff die Umgestaltung von Mahlsdorf fort: sie stellte Land und Geld für einen Haltepunkt der Ostbahn zur Verfügung und unterstützte die Gemeinde bei der Anlage einer Straßenbahnverbindung nach Köpenick. Das Grab der Familie Schrobsdorff befindet sich auf dem Friedhof an der Alten Pfarrkirche Mahlsdorf. In dieser Straße (Nummer 35/36) steht das ‚Theodor-Fliedner-Heim‘, eine Kirche der evangelischen Gemeinde Mahlsdorf (siehe unteres Bild). 1880 erwarb Hermann Schrobsdorff das Rittergut und ließ den Gutsgarten in einen Park umgestalten. | ‚Theodor-Fliedner-Heim‘, Evangelisches Gemeindehaus, Schrobsdorffstraße 35/36 |
| Schubertstraße (Lage)               | 0460                          | Franz Schubert (1797–1828), Komponist                                                                                       | 12. Feb. 1920                                       | Sie verbindet die Pestalozzistraße im Süden mit der Beethovenstraße im Norden. | |
| Schwarzbärenweg (Lage)              | 0130                          | Schwarzbär, Raubtierfamilie, auch Baribal                                                                                   | 20. Aug. 2007                                       | Es ist eine Erschließungsstraße für neue Wohnbauten südöstlich der Landsberger Straße in Fortsetzung der Kieler Straße. | |
| Seebadstraße (Lage)                 | 0260 (im Ortsteil)            | früheres 'Seebad Königstal'                                                                                                 | 17. Juli 1909                                       | Nur die östliche Seite mit den Hausnummern 27–71 gehört zu Mahlsdorf, bei dem es sich um den Abschnitt zwischen Eschenstraße und Ulmenstraße handelt; die übrigen Hausnummern liegen im Ortsteil Kaulsdorf. Auf dem Gelände des Seebades wurde nach dessen Stilllegung die KGA ‚Werbellinbecken‘ an der Werbellinstraße angelegt. | |
| Seestraße (Lage)                    | 0550                          | Körnersee in Mahlsdorf-Süd unweit der Köpenicker Dammheide                                                                  | 27. Okt. 1902                                       | Sie verläuft zwischen Hultschiner Damm im Südosten und Uhlandstraße im Nordwesten und tangiert das Nordufer des namensgebenden Körnersees. | |
| Seidenschwanzstraße (Lage)          | 0500                          | Seidenschwanz, Singvogel | 28. Mai 2010                                        | Die Straße verbindet die Stralsunder Straße rechtwinklig mit der Bisamstraße. | Bild gesucht BW |
| Siegfriedstraße (Lage)              | 0230                          | Siegfried, Held der Nibelungensage                                                                                          | 5. Okt. 1909                                        | Sie verbindet die Ridbacher mit der Markgrafenstraße. | |
| Simrockplatz (Lage)                 | 0110 × 60                     | Karl Simrock (1802–1876), Dichter                                                                                           | 8. März 1935                                        | Der rechteckige Platz, nach 1910 als Platz L angelegt, wird umgeben von der Sudermannstraße (Ost), der Burggrafenstraße (Ost) und dem Briesener Weg (Nord). Bei der Neubenennung 1935 wurde die südliche Begrenzungsstraße in den Platz einbezogen. Der Platz diente in der DDR-Zeit als Kohlenlagerplatz. Nach seiner Beräumung gibt es im Nordbereich drei gewerbliche Nutzer einschließlich einer größeren Baufirma, die einen zweistöckigen Neubau an der Ecke mit der Sudermannstraße errichten ließ (siehe Bild) und als Sponsor eines anschließenden Spielplatzes agiert. · | |
| Spitzmausweg (Lage)                 | 0140                          | Spitzmaus | 28. Mai 2010                                        | Die Privatstraße verläuft in nordöstlicher Richtung zwischen Kaulbach- und Bisamstraße. | Bild gesucht BW |
| Spitzwegstraße (Lage)               | 0200                          | Carla Spitzweg (1808–1885), Maler                                                                                           | 8. März 1935                                        | Nach der Erstanlage erhielt sie am 17. Februar 1908 den Namen Kantstraße nach dem Philosophen Immanuel Kant. Die Spitzwegstraße verläuft von der Ifflandstraße südlich am Langenbeckplatz entlang bis zur Lehnitzstraße in West-Ost-Führung. | |
| Stettiner Straße (Lage)             | 0230                          | Stettin, Stadt in der Provinz Pommern, seit 1945 Szczecin in Polen                                                          | um 1920                                             | Sie verbindet die Dahlwitzer Straße (West) mit der Hamburger Straße (Ost) und führt auf die KGA ‚Dahlwitzer Straße‘ zu. Die Stettiner Straße verläuft nur einige Meter südlich parallel der Berliner Stadtgrenze. Bereits im Adressbuch 1922 ist der Straßenlauf zwischen Dahlwitzer / Lemkestraße und der Hamburger Straße aufgenommen. In Hufeisennummerierung ist das Grundstück 4 bebaut, 11–16 (an der Dahlwitzer Straße) unmittelbar nummeriert als Baustelle und weiteren nicht näher ausgeführten Baustellen aufgeführt. Im Grundstücksverzeichnis sind ebenfalls fortlaufend 1–10b an der Nordseite und 11–16 an der Südseite angegeben. Allerdings ist sie noch rund 80 Meter über die Hamburger Straße als Sackgasse in gleicher unbefestigter Ausführung mit einem knapp fünf Meter breiten Asphaltband als Fahrbahn erweitert. Diese dient als Zufahrt zu den Siedlungshäusern 10a und 10b (in die Tiefe an der KGA entlang) sowie zum Tor der KGA ‚Mahlsdorf Nordspitze‘. Die Grundstücke 2, 4, 7 und 8 sind ebenfalls geteilt. | |
| Stralsunder Straße (Lage)           | 0500                          | Stralsund, Stadt in Mecklenburg-Vorpommern                                                                                  | um 1920                                             | Sie verläuft von der Landsberger Straße ostwärts direkt bis zur Berliner Stadtgrenze hinter der Kreuzung mit der Terwestenstraße. | |
| Straße 48 (Lage)                    | 0050                          | Nummerierung bei der Erstanlage des Straßensystems                                                                          | um 1907                                             | Es ist eine Stichstraße, die von der Pilgramer Straße westwärts zwischen 301 und 303 abgehend. Gegenüber auf der östlichen Seite liegt die Zufahrt zu einem Gewerbehof. Zur Straße 48 gehören die zwei bebauten Grundstücke 1 und 3, an der Südseite das Grundstück 2 ist unbebaut, aber überdacht. | |
| Straße 61 (Lage)                    | 0650 (im Ortsteil)            | Nummerierung nach Plan des Straßensystems                                                                                   | um 1907                                             | Diese Straße ist im amtlichen Verzeichnis enthalten, sie gehört zur RBS-Klasse STRA, aber nach Okstra als „N“. Grundstücke sind ihr nicht zugeordnet. Es ist ein früherer Feldweg, der zwischen der Südseite von Alt-Mahlsdorf (Beginn hinter der Einmündung der Pilgramer Straße) und der Stadtgrenze liegt. An der Nordostseite liegt einen Ackerfläche, die über die Stadtgrenze hinweg auch gegenüber liegt. Die Fortführung als Feldweg führt zum Nesselgrund in der Gemeinde Hoppegarten verläuft. Aufgrund der Gewerbeansiedlung Waldesruh ist er nicht durchgängig. Nach Aussagen zweier ,Ureinwohner‘ gab es hier am Ende des Zweiten Weltkriegs eine Flakstellung. | |
| Straußstraße (Lage)                 | 0650                          | Johann Strauss (1825–1899), österreichischer Komponist                                                                      | vor 1920                                            | Es ist eine Süd-Nord-Verbindung zwischen der Friesacker Straße und der Beethovenstraße. Sie beginnt etwa 200 Meter südlich der Friesacker Straße zunächst in Ost-West-Richtung und knickt dann nach Norden ab. | |
| Sudermannstraße (Lage)              | 0580 (im Ortsteil)            | Hermann Sudermann (1857–1928), Schriftsteller.                                                                              | nach 1910, 1937 erweitert                           | Der Hausnummernbereich 62–150 war von 1906 bis 1937 die Buddestraße nach Hermann von Budde (1851–1906), Politiker und Generaldirektor der Deutschen Waffen- und Munitionsfabrik in Berlin. Im Mittelbereich ist die Straße für den Kraftfahrzeugverkehr nicht durchgängig. Sie führt von der Kraetkestraße in Kaulsdorf (Nordwest) über die Kreuzung mit dem Briesener Weg (Ortsteilgrenze) bis zur Landsberger Straße (Südost) kurz vor deren Einmündung in Alt-Mahlsdorf. Sudermannstraße 112 ist der Eingang zum „Kunsthaus Flora“. | |
| Summter Straße (Lage)               | 2300                          | Summt, Wohnplatz in der Gemeinde Mühlenbecker Land in Brandenburg                                                           | 12. Apr. 1951                                       | Nach ihrer Erstanlage erhielt sie am 17. Februar 1908 den Namen Königin-Luise-Straße nach der preußischen Königin Luise. Die Summter Straße verläuft zwischen Rahnsdorfer Straße und Rauchstraße immer westlich parallel zur Berliner Stadtgrenze. Auf einem Teilstück der Straße verläuft der Kaulsdorfer Weg, Nummer 8 der 20 grünen Hauptwege Berlins. | |
| Taxusweg (Lage)                     | 0320                          | Taxus, Nadelbaum | 27. Juni 1925                                       | Zuerst hieß der Weg Straße 143. Er verbindet die Straße Wildrosengehölz mit der Greifswalder Straße in Süd-Nord-Führung. | |
| Teichsängerweg (Lage)               | 0210                          | Teichrohrsänger, Singvogel                                                                                                  | 20. Aug. 2007                                       | Es ist eine Stichstraße von der Landsberger Straße südostwärts. Sie erschließt ein neues Kleinsiedlungsgebiet. | |
| Terwestenstraße (Lage)              | 0310                          | Augustin Terwesten (1649–1711), niederländischer Maler                                                                      | 8. März 1935                                        | Die Terwestenstraße, als Straße 40 angelegt, verläuft in Südwest-Nordost-Richtung zwischen Stralsunder Straße und Dahlwitzer Straße. Ihre nordöstliche Fortsetzung ist der Griebenweg. | |
| Theodorstraße (Lage)                | 0700 + 180                    | Theodor, Landeigentümer Theodor Bausdorf                                                                                    | 27. Okt. 1902                                       | Es ist ein Süd-Nord-Straßenzug zwischen Karlstraße und Alt-Mahlsdorf, der einen Querast in westlicher Richtung besitzt. Die Theodorstraße ist im Straßenverzeichnis als nicht kategorisierte Gemeindestraße aufgenommen, für zwölf Meter etwas nördlich der Gustavstraße ist jedoch ein Fußweg (RBS: FUWE) eingetragen, der durch eine Verkehrsberuhigung mit Verkehrspfosten die Straße in einen Nord- und einen Südteil unterbricht, die so zu Zufahrtsstraßen für die anliegenden Neubausiedlungen werden. Der Mahlsdorfer Landeigentümer Bausdorf war zudem namensgebend für die Straße in Kaulsdorf und in Mahlsdorf. Die Familie Bausdorf förderte die Besiedlung der Gemarkung beider Dörfer. | |
| Thorner Straße (Lage)               | 0330                          | Thorn, Stadt in der Provinz Westpreußen, seit 1920 Toruń in Polen                                                           | 8. März 1920                                        | Sie liegt im Bereich Mahlsdorf-Mitte und verbindet die Gielsdorfer Straße mit der Waldowstraße in West-Ost-Führung. | |
| Thorwaldsenstraße (Lage)            | 0270                          | Bertel Thorvaldsen (1770–1844), dänischer Bildhauer                                                                         | 12. Feb. 1920                                       | Sie verläuft von der Mirower Straße (West) bis zur Waldesruher Straße (Ost) in der brandenburgischen Gemeinde Hoppegarten (Gemeindeteil waldesruh). | |
| Tizianstraße (Lage)                 | 0530                          | Tizian (~1477–1576), italienischer Maler                                                                                    | 12. Feb. 1920                                       | Sie verbindet die Stralsunder Straße in Südost-Nordwest-Richtung mit der Dahlwitzer Straße. | |
| Treskowstraße (Lage)                | 0620                          | Sigismund von Treskow (1864–1945), Landrat des Landkreises Niederbarnim                                                     | 17. Apr. 1902                                       | Sie verläuft von Am Kornfeld (West) bis zur Hönower Straße (Ost) südlich parallel zum Bahndamm der Preußischen Ostbahn. | |
| Uhlandstraße (Lage)                 | 0390                          | Ludwig Uhland (1787–1862), Dichter                                                                                          | 23. Nov. 1907                                       | Sie verbindet die Bergedorfer Straße (Nord) über die Kohlisstraße hinweg mit der Waldpromenade (Südost). Östlich tangiert sie den Körnerplatz und den Körnersee. | |
| Ullrichplatz (Lage)                 | 0160 × 50                     | Franz Ullrich, Siedler in Mahlsdorf                                                                                         | 23. Nov. 1907                                       | Der rechteckige Platz wird begrenzt von der Ebereschenallee (Nord), der Ullrichstraße (Ost), der Akazienallee (Süd) und der Wilhelm-Blos-Straße (West). Anfänglich wurde er Ulrichsplatz (1925) oder Ullrichsplatz geschrieben. Ullrich war aktives Mitglied des 1898 gegründeten Haus- und Grundbesitzervereins („Verschönerungsverein Kiekemal Mahlsdorf“). Seit 2023 steht auf dem Ullrichplatz eine Bronzefigur des Sandmännchens. | |
| Ullrichstraße (Lage)                | 0160                          | Franz Ullrich Franz Ullrich, Siedler in Mahlsdorf                                                                           | 23. Nov. 1907                                       | Sie verbindet die Ebereschenallee (Nord) und die Akazienallee (Süd). Bis in die 1920er Jahre wurde sie Ullrichsstraße oder Ulrichsstraße (1925) geschrieben. Ullrich war aktives Mitglied des 1898 gegründeten Haus- und Grundbesitzervereins („Verschönerungsverein Kiekemal Mahlsdorf“). | |
| Ulmenstraße (Lage)                  | 0120 (im Ortsteil)            | Ulme, einheimischer Laubbaum                                                                                                | 17. Juli 1909                                       | Die Ulmenstraße ist eine in West-Ost-Richtung geführte Straße, die sich als Kohlisstraße fortsetzt. Nur die ungeraden Hausnummern (109–127) zwischen Seebad- und Sadowastraße gehören zu Mahlsdorf, die übrigen liegen im Ortsteil Kaulsdorf. | |
| Uslarer Straße (Lage)               | 0150 (im Ortsteil)            | Uslar, Stadt in Niedersachsen                                                                                               | 9. Nov. 1926                                        | Bei der Namensgebung wurden die Straße 114 und die Straße 139 vereinigt, nicht amtlich bezeichnete man sie davor als Bergstraße. Sie verläuft von Am Lupinenfeld im Ortsteil Kaulsdorf über die Ortsteilgrenze am Briesener Weg bis zur Hönower Straße (Hausnummern 71–84). | |
| Verdistraße (Lage)                  | 0600                          | Giuseppe Verdi (1813–1901), italienischer Komponist                                                                         | um 1920                                             | Sie ist eine nördlich des Bahndamms der Preußischen Ostbahn angelegte Straße, die als östliche Fortsetzung der Menzelstraße von der Landsberger Straße bis zur Berliner Stadtgrenze verläuft, wo sie als Sackgasse endet. | |
| Vierradener Weg (Lage)              | 0290                          | Vierraden, Ortsteil der Stadt Schwedt in Brandenburg                                                                        | 11. März 1937                                       | Der um 1907 angelegte Verkehrsweg hieß zunächst Lindenallee. Er verbindet in Ost-West-Richtung den Erich-Baron-Weg mit der Wilhelm-Blos-Straße. | |
| Voltastraße (Lage)                  | 0260                          | Alessandro Volta (1745–1827), italienischer Physiker                                                                        | 27. Okt. 1902                                       | Sie verläuft zwischen Hultschiner Damm (Westen) und Wolfsberger Straße (Osten). | |
| Wacholderheide (Lage)               | 0810                          | Wacholderheide, heideartiger Biotoptyp                                                                                      | 27. Juni 1925                                       | Der geradlinige Verkehrsweg, zuerst Straße 146, verbindet die Greifswalder Straße (Nord) mit der Kieler Straße (Südwest) am Guthmannplatz. Symmetrisch dazu wurde die Lemkestraße angelegt. Zwischen beiden befindet sich die ,Kleingartenanlage (KGA) Wacholderheide‘. Der Wacholder prägte wohl das heideartige Landschaftsbild, das hier beobachtet wurde. | |
| Waldesruher Straße (Lage)           | 0540 (im Ortsteil)            | Waldesruh, Gemeindeteil der Gemeinde Hoppegarten in Brandenburg (Richtung der Straße)                                       | um 1937                                             | Zu Berlin und damit zu Mahlsdorf gehören nur die ungeraden Hausnummern auf der Westseite der Straße zwischen Rauchstraße (Nord) und Kumberger Weg (Süd). Die Straße besitzt die Richtung von Köpenick nach Waldesruh. | |
| Waldowstraße (Lage)                 | 0460                          | Wilhelm von Waldow (1856–1937), preußischer Staatsbeamter                                                                   | 17. Apr. 1902                                       | Die Trasse führt von der Treskowstraße südwärts über die Thorner Straße hinweg und endet am Waldowpark, der seinen Namen von der Straße bezieht. | |
| Waldpromenade (Lage)                | 1180 im Ortsteil              | Spazierweg am Wald (Köpenicker Dammheide)                                                                                   | vor 1920                                            | Dieser an der südlichen Grenze zu Köpenick verlaufende Weg ist im amtlichen Verzeichnis (43448) enthalten und auf zahlreichen Stadtkarten, wie Kauperts im Ortsteil Mahlsdorf aufgeführt und es gibt vor Ort entsprechende amtliche Straßenschilder. Die Privatstraße beginnt westlich am Hirschpfad in Kaulsdorf und endet östlich an der Mirower Straße, wobei die Südseite zum Köpenicker Forst (Dammheide) gehört. Es ist (teilweise) die Rückfront der südlichen Grundstücke der Kohlisstraße und der Hultschiner Damm wird in Höhe der Bezirksgrenze (Köpenick / Marzahn-Hellersdorf) gekreuzt. Sie ist nur in wenigen ganz kurzen Abschnitten mit Kraftfahrzeugen befahrbar. Die Straße ist im Straßenverzeichnis als STRA nach RBS-Straße, jedoch im Objektkatalog allerdings mit „F“ als Fußweg ausgezeichnet. Die zugeordneten Grundstücke 1–5 (fortlaufend) liegen in Köpenick. | |
| Walter-Leistikow-Weg (Lage)         | 0310                          | Walter Leistikow (1865–1908), Maler                                                                                         | 12. Feb. 1920                                       | Der Weg verläuft zwischen Lemkestraße (Nordwest) und Landsberger Straße (Südost), darüber hinaus heißt der Straßenzug Erdmännchenweg. An der Ecke Landsberger Straße wurde um 2009 an der Südseite eine neue Eigenheimsiedlung (1a–4e, fortlaufend) errichtet, deren Zufahrtsweg ein Seitenast der Straße ist. Zur Straße gehören die Grundstücke 1a–7a an der Südseite und gegenüber 8–16 (fortlaufend). Im Hausnummernbereich 10–13 befindet sich der Haupteingang (Nr. 10) zum 1919 eröffneten städtischen Friedhof Mahlsdorf. Entsprechend der Bebauungsreihenfolge sind die Eckgrundstücke jeweils den Querstraßen zugeordnet. | Trauerhalle auf dem Friedhof nahe W.-Leistikow-Weg |
| Waschbärweg (Lage)                  | 0330                          | Waschbär | 28. Mai 2010                                        | Die Privatstraße zweigt von der Kaulbachstraße in nordöstlicher Richtung ab, kreuzt die Bisamstraße und endet nach einem Schwenk nach Südosten als Sackgasse. | Bild gesucht BW |
| Weberstraße (Lage)                  | 0230                          | Carl Maria von Weber (1786–1826), Komponist                                                                                 | 1920                                                | Sie verläuft von der Verdistraße am Ostufer des Weberpfuhls entlang bis zur Landsberger Straße und setzt sich als Lenbachstraße fort. | |
| Weidenstraße (Lage)                 | 0250 (im Ortsteil)            | Weide, einheimischer Laubbaum                                                                                               | 17. Juli 1909                                       | Sie verläuft im Ortsteil Kaulsdorf in Nordwest-Südost-Richtung von der Buchenstraße bis zur Ortsteilgrenze an der Seebadstraße und setzt sich dann etwa 100 Meter in Mahlsdorf fort. Nur der Hausnummernbereich 7–14 gehört zu Mahlsdorf. Ihre südöstliche Verlängerung ist die Winklerstraße. | |
| Weitzgründer Straße (Lage)          | 0430                          | Weitzgrund, Gemeindeteil der Stadt Bad Belzig in Brandenburg                                                                | 31. Mai 1951                                        | Sie hieß bei ihrer Anlage 1906 Sedanstraße nach dem französischen Schlachtenort Sedan. Es ist ein Verkehrsweg in Süd-Nord-Richtung zwischen Roedern- und Badener Straße sowie zwischen Freiburger und Mannheimer Straße. Zwischen Badener und Freiburger Straße ist sie durch bebaute Grundstücke unterbrochen. | Weitzgründer Straße von der Roedernstraße aus gesehen |
| Werbellinstraße (Lage)              | 990                           | Werbellin, Ortsteil der Gemeinde Schorfheide in Brandenburg und Werbellinsee                                                | 12. Apr. 1951                                       | Bei der Erstbenennung 1906 hieß sie Kaiser-Wilhelm-Straße. Sie verbindet den Hultschiner Damm (Südost) mit der Grenzstraße (Nordwest). An ihr erstreckt sich die 1978 gegründete KGA ,Werbellinbecken‘. | Werbellinstraße, Blickrichtung Südosten ab Pariser Straße |
| Wickenweg (Lage)                    | 0980                          | Wicke, Schmetterlingsblütler                                                                                                | 26. Juli 1951                                       | Ab 1906 hieß ein Teil des heutigen Wickenwegs Metzer Straße nach der französischen Stadt Metz, die 1871–1918 zum Deutschen Reich gehörte. Es ist ein Verkehrsweg zwischen Roedernstraße und Butterblumensteig. Nördlich setzt er sich als Blausternweg fort. | |
| Wielandstraße (Lage)                | 0570                          | Christoph Martin Wieland (1733–1813), Dichter                                                                               | 23. Nov. 1907                                       | Als südöstliche Fortsetzung der Pariser Straße führt sie von der Roedernstraße bis zur Waldpromenade an der Grenze zum Ortsteil Köpenick. | |
| Wieselstraße (Lage)                 | 0140                          | Wiesel, Familie der Marder                                                                                                  | 27. Juni 1925                                       | Die Wieselstraße ist ein Fußweg, sie wurde zunächst als Straße 81 bezeichnet und verbindet den Frettchenweg (West) mit der Gielsdorfer Straße (Ost). Im RBS sind die Anforderungen an den Straßenbau als „STRA“ ausgewiesen, im Objektkatalog ist sie jedoch als „F“ (Fußweg) klassifiziert. | |
| Wildenbruchstraße (Lage)            | 0300 + 100                    | Ernst von Wildenbruch (1845–1909), Dichter                                                                                  | 23. Nov. 1907                                       | Die Wildenbruchstraße führt von der Winklerstraße über die Kohlisstraße bis zur Waldpromenade, wo sie den Wohnbereich Waldpromenade 1–3 im Ortsteil Köpenick verkehrsmäßig erschließt. | |
| Wildkatzenweg (Lage)                | 0170                          | Wildkatze | 28. Mai 2010                                        | Die Privatstraße verläuft in südöstlicher Richtung zwischen Bisam- und Seidenschwanzstraße. | Bild gesucht BW |
| Wildrosengehölz (Lage)              | 0650                          | Wildrose, Gehölz | 27. Juni 1925                                       | Der Verkehrsweg, zunächst als Straße 144 angelegt, verbindet die Hönower Straße (West) mit der Straße Wacholderheide (Ost). | |
| Wilhelm-Blos-Straße (Lage)          | 1030                          | Wilhelm Blos (1849–1927), Journalist und Politiker                                                                          | 31. Mai 1951                                        | Zuerst hieß der Verkehrsweg Bülowstraße nach Bernhard Ernst von Bülow, einem kaiserlichen Beamten und Mitarbeiter Bismarcks. Sie führt in Süd-Nord-Richtung von der Waldpromenade am Köpenicker Forst bis zum Erich-Baron-Weg und setzt sich als Schrobsdorffstraße fort. | |
| Wilhelmsmühlenweg (Lage)            | 0510 (im Ortsteil)            | dort ehemals befindliche Dampfmühle                                                                                         | 11. Nov. 1907                                       | Der Verkehrsweg verläuft südlich parallel zum Bahndamm der Ostbahn vom Heinrich-Grüber-Platz im Ortsteil Kaulsdorf über die Ortsteilgrenze an der Straße Am Kornfeld bis zur Hönower Straße. Er wird in ganzer Länger von der Buslinie 195 durchfahren. Nur der Hausnummernbereich 139–200 (östlicher Abschnitt) gehört zu Mahlsdorf. Vor der Zusammenführung mit den Kaulsdorfer Straßen (Straße 27 oder Schneidemühlenweg und Friedrichstraße) hieß der Mahlsdorfer Abschnitt Voigtstraße nach dem Bauerngutbesitzer in Mahlsdorf Voigt Sittig. Die namensgebende dampfbetriebene Wilhelmsmühle bestand im 19. Jahrhundert und war noch bis zum Ersten Weltkrieg vorhanden. | |
| Willestraße (Lage)                  | 0140                          | Karl Friedrich Wille (1848–1912), Grundbesitzer in Mahlsdorf                                                                | 23. Nov. 1907                                       | Sie liegt auf dem Gebiet der früheren Siedlung ‚Kiekemal‘ und verbindet den Hultschiner Damm mit der Wilhelm-Blos-Straße. | |
| Winklerstraße (Lage)                | 1270                          | Carl Winkler, Kaufmann | 23. Nov. 1907                                       | Sie beginnt im Südosten am Hultschiner Damm, endet etwa 100 Meter nordwestlich der Arndtstraße und setzt sich als Weidenstraße fort. Winkler lebte in der Köpenicker Straße (seit den 1930er Jahren Hultschiner Damm) und ließ Flächen in Mahlsdorf als Bauland parzellieren, die er an neue Siedler verkaufte. | |
| Wodanstraße (Lage)                  | 0550 (im Ortsteil)            | Wodan, Hauptgott der nordischen Mythologie                                                                                  | um 1910                                             | Die Wodanstraße führt in Ost-West-Richtung von der Hönower Straße bis kurz vor die Einmündung der Lohengrinstraße und setzt sich in Kaulsdorfer als Bausdorfstraße fort. Bis auf die Hausnummern 26/27 gehören alle übrigen zu Mahlsdorf. Ihr Name ist unter anderem der Opernwelt von Richard Wagner entlehnt, wie die Siegfried-, die Hörselberg- und die Lohengrinstraße in der näheren Umgebung, die mit der vormaligen Wagnerstraße (später Donizettistraße) thematisch verbunden sind. | |
| Wolfsberger Straße (Lage)           | 1100                          | Wolfsberg, Stadt in Kärnten in Österreich                                                                                   | 11. März 1937                                       | Zuerst hieß sie Triftstraße (ab Oktober 1902), die ihren Namen von der Viehweide beziehungsweise dem Weg dorthin erhielt. Sie führt in Nordost-Südwest-Richtung von der Rahnsdorfer bis zur Pilsener Straße. | |
| Zipser Weg (Lage)                   | 0230                          | Zips, Landschaft in der Slowakei mit früher überwiegend deutschen Einwohnern                                                | 11. März 1937                                       | Der Weg wurde bei der neuen Namensgebung aus der früheren Waldstraße und der Straße 59 zusammengelegt. Er verbindet die Spitzwegstraße am Langenbeckplatz (Süd) mit der Müllerstraße (Nord). | |
| Zochestraße (Lage)                  | 0570                          | Zoche, Zufluss des Neuenhagener Mühlenfließes                                                                               | 12. Feb. 1940                                       | Projektiert war sie als Straße 127. Sie beginnt im Süden an der Berliner Stadtgrenze als Fortsetzung der Straße Am Fließ im Gemeindeteil Birkenstein der Brandenburger Gemeinde Hoppegarten. Sie endet im Norden an der Berliner Stadtgrenze zum Ortsteil Hönow von Hoppegarten und setzt sich dort als Bamberger Straße fort. | |

## Liste ehemaliger, umbenannter und geplanter Straßen
Durch die „Siedlung Kiekemal“ und deren Übergang von Dahlwitz an Mahlsdorf und auch die 1920 erfolgte Eingliederung nach Berlin gab es doppelte Straßennamen. Für Groß-Berlin wurden Umbenennungen gleichnamiger Straßen 1937 und 1938 umgesetzt. Im schwächer besiedelten Außengebiet wurden Straßen eher umbenannt als jene in der Innenstadt. Zudem wurden nach 1933 nach jüdischen Persönlichkeiten benannte Straßen „arisiert“ und es wurden Straßen nach NS-bezogenen Personen benannt. Im Rahmen der Entnazifizierung erhielten 1951 durch den Magistrat von Groß-Berlin nach Nationalsozialisten benannte Straßen, aber auch nach preußischen Militärs benannte, neue Straßennamen. Umbenannte Straßen orientiert sich an Themen von Siedlungen und umgebenden Quartieren.
Im Adressbuch 1922 sind unter Mahlsdorf (Verwaltungsbezirk Lichtenberg) Bergstraße (unbebaut), Böcklinstraße (Querstraße der Landsberger Straße unbebaut, und 1939 war sie immer noch nicht bebaut), Cöpenicker Allee (Ost und Süd) und die Cöpenicker Straße (Ost), Feuerbachstraße (unbebaut ab Landsberger Straße) Heidelberger Straße (Ost, unbebaut, ab Cöpenicker Allee) aufgeführt. Im Weiteren sind die Kronprinzenstraße (Melanchthon-, Verlängerte Melanchthon-, Hönower Straße, Straße 188), der Langenbeckplatz (Ost, Langenbeckstraße, Durchgang zur Landsberger Straße, Landsberger Straße, Durchgang zur Straußstraße, bis Triftstraße, unbebaut jedoch mit Gärtnereien), in Nord die Verlängerte Melanchthonstraße aufgeführt. Verzeichnet sind ebenfalls die unbebaute Odenwaldstraße, Offenburger Straße, Raffaelstraße (unbebaut ab Landsberger Straße), die Schwarzwaldstraße, Siemensstraße und -platz. Von den meist nach Bebauungsplan nummerierten finden sich die folgenden: Straße 45, Straße 71, Straße 79, Straße 133, Straße 136, Straße 137, Straße 142, Straße 144, Straße 145, Straße 146, Straße 147. Diese zeitweiligen Straßennamen sind in der unteren Liste nicht exklusiv bezeichnet, sondern teilweise in der oberen Liste unter dem späteren Namen aufgenommen.
| vormals                  | von                | bis           | umbenannt in (aktuell)                 | Namensherkunft                                                                         | Anmerkungen |
| ------------------------ | ------------------ | ------------- | -------------------------------------- | -------------------------------------------------------------------------------------- | --- |
| Alte-Fritz-Straße        | 22. Sep. 1911      | 31. Mai 1951  | → Golzower Straße                      | Friedrich II., genannt der Alte Fritz                                                  | 1751 wurde auf Friedrichs Veranlassung im Süden von Mahlsdorf mit Pfälzer Kolonisten die Siedlung Kiekemal gegründet. Im Zusammenhang mit der Umgemeindung der Siedlung Kiekemal vom außerhalb der Berliner Stadtgrenze liegenden Dahlwitz nach Mahlsdorf-Süd (Königstal) erfolgte die Umbenennung der Dorfstraße nach Friedrich II., der nach 1763 im Volksmund der Alte Fritz genannt wurde. |
| Augustastraße            | um 1910            | 10. Mai 1951  | → Lübzer Straße                        | Augusta von Sachsen-Weimar-Eisenach (1811–1890), deutsche Kaiserin                     | Im Adressbuch 1922 findet sich der Straßenlauf in Nord Friedrichstraße, Hönower, Melanchthon-, Flora-, Lenbachstraße, die meisten der Grundstücke 1–39 in Hufeisennummerierung sind zu diesem Zeitpunkt als Baustellen markiert. |
| Bahnhofstraße            | 1895               | 11. Mai 1938  | → Hönower Straße                       | Haltepunkt Mahlsdorf                                                                   | Die Bahnhofstraße führte nach Norden über die frühere Dorfstraße hinaus als Richtungsstraße zur Ostbahn. Der Haltepunkt Mahlsdorf wurde am 1. April 1908 zu einem Bahnhof Vierter Klasse erhoben und am 7. Oktober 1929 zum Bahnhof Zweiter Klasse. In den S-Bahn-Verkehr einbezogen ist Mahlsdorf seit dem 15. Dezember 1930. 1938 wurde die Bahnhofstraße Teil der Hönower Straße, die nördlich der Bahnstrecke schon diesen Namen führte. Im Adressbuch 1922 ist die Straße in Ost zwischen Berliner Straße, über Voigtstraße und Treskowstraße zum Bahnhof Mahlsdorf (Hönower Straße, Ostbahn), weiter zur Fritz-Reuter-, Pestalozzistraße, Durchgang zur Walderseestraße und Berliner Straße verzeichnet, die Hufeisennummerierung erfasst die Grundstücke 1–66, die alle bebaut sind, 6 der Friedhof und 7 die Pfarrei. |
| Berliner Chaussee        | vor 1905           | vor 1920      | → Berliner Straße                      | Chaussee nach Berlin                                                                   | Die Berliner Chaussee war im Mahlsdorfer Adressbuch von 1905 bereits genannt. Vor 1920 wird sie in Berliner Straße umbenannt worden sein, da sie auf der Karte von 1920 unter diesem Namen eingezeichnet ist. Die Bezeichnung als Chaussee mag wohl alternativ genutzt sein. |
| Berliner Straße          | vor 1920           | 26. Juli 1927 | → Alt-Mahlsdorf                        | Straßenrichtung nach Berlin                                                            | Die Berliner Straße in Mahlsdorf (Ost) verlief von der Gemarkung Kaulsdorf / Marienburger Straße (1–20 existieren nicht) an 21 vorbei zur Waldow-, Cöpenicker Straße, Bahnhof-, Waldersee-, Theodorstraße, Durchgang zur Grunowstraße, Durchgang zur Wagnerstraße, Landsberger Straße, Strauß-, Lortzingstraße und Gemarkung Dahlwitz. Die meisten der Grundstücke 1–124 (fortlaufend) sind 1922 bebaut. |
| Bismarckstraße           | 23. Okt. 1902      | 24. Mai 1951  | → Ledebourstraße                       | Bismarck (1815–1898), Reichskanzler des Deutschen Reichs                               | Einerseits gab es in Berlin mehrere gleichnamige Straße, andererseits wurde 1951 die preußische durch eine sozialistische Persönlichkeit als Namensgeber ersetzt. 1922 ist die Bismarckstraße (Ost) zwischen Cöpenicker Allee, Triftstraße, Langestraße, Waldstraße, Hohenzollernstraße, Königin-Luise-Straße und der Gemarkung Dahlwitz mit sieben bebauten Grundstücken aufgeführt. |
| Blücherstraße            | 17. Feb. 1908      | 11. März 1937 | → Pilsener Straße                      | Blücher (1742–1819), preußischer Generalfeldmarschall                                  | Es gab mit der Bildung von Groß-Berlin mehrere gleichnamige Straße in der Stadt. 1922 ist die Blücherstraße (Ost) zwischen Triftstraße, Langestraße, Hirschgartenstraße, Ifflandstraße, Hohenzollernstraße, Königin-Luise-Straße und der Gemarkung Dahlwitz mit überwiegend als Baustelle bezeichneten Grundstücken aufgeführt. |
| Blumenthalstraße         | 17. Feb. 1908      | 31. Mai 1951  | → Paul-Wegener-Straße                  | Blumenthal, preußischer Generalfeldmarschall.                                          | Einerseits gab es in Berlin mehrere gleichnamige Straße, andererseits wurde 1951 der preußische Militär durch einen Schauspieler mit anti-nationalsozialistischer Haltung als Namensgeber ersetzt. 1922 ist die Blumenthalstraße (Mahlsdorf Ost) zwischen Cöpenicker Allee, Schrobsdorffstraße, Langestraße, Hirschgartenstraße, Ifflandstraße, Hohenzollernstraße, Königin-Luise-Straße und der Gemarkung Dahlwitz mit Baustelle und sechs bebauten Grundstücken aufgeführt. |
| Brahmsstraße             | 12. Feb. 1920      | nach 1943     | → überbaut                             | Johannes Brahms (1833–1897), Komponist                                                 | Die Brahmsstraße verband die Offenbach- mit der Wagnerstraße (Pfalzgrafenweg und Donizettistraße). Auf der Karte von 1943 war die Straße noch namentlich eingezeichnet. Der Stadtplan Berlins von 1951 führt die Trasse ohne Namen und sie wurde überbaut. 1922 ist die Brahmsstraße als unbebaut von der Offenbachstraße abgehend aufgeführt. |
| Buddestraße              | 27. Juli 1906      | 18. Okt. 1937 | → Sudermannstraße                      | Budde (1851–1906), preußischer Generalmajor                                            | Die Buddestraße in Mahlsdorf verlief von der Landsberger Straße zur Gemarkungsgrenze mit Kaulsdorf. In Kaulsdorf wurde sie von der Sudermannstraße fortgesetzt und 1937 wurde die Mahlsdorfer Buddestraße einbezogen. 1922 ist die Buddestraße (Nord) mit den bebauten Grundstücken 16, 21, 23, 26 zwischen der Gemarkung Kaulsdorf, Friedrichstraße, Hönower Straße, Melanchthonstraße, Florastraße und Lemkestraße aufgeführt. |
| Bülowstraße              | 2. Juli 1904       | 31. Mai 1951  | → Wilhelm-Blos-Straße                  | Bülow (1815–1879), Diplomat                                                            | Die Straße lag zwischen Erich-Baron-Straße und dem Köpenicker Forst und endete an der Waldpromenade Ost. Die Bülowstraße (Süd) ist 1922 Schrobsdorffstraße, Königsweg, Ebereschenallee / Ullrichsplatz / Akazienallee, Steinstraße, Kastanienallee, Lindenallee, Willestraße, Kiekemaler Straße, Gemarkung Cöpenick vermerkt. |
| Danziger Straße          | 8. März 1920       | 12. Nov. 1969 | → Neuenhagener Straße                  | zum Zeitpunkt der Benennung Freie Stadt Danzig                                         | Die Danziger Straße ist im Adressbuch von 1922 mit Gärtnereien, Baustellen und drei bebauten Grundstücken aufgeführt. Die Lage ist von der Berliner Chaussee/ Marienburger Straße, Dirchauer Straße, Thorner Straße, Voigtstraße zur Treskowstraße angegeben. |
| Donathplatz              | vor 1921           | um 1981       | → Donathstraße                         | Donath war einer der ersten Ansiedler im früheren Gutsbezirk Mahlsdorf.                | Der grüne Platz im Osten der Donathstraße wurde mit Siedlungshäusern bebaut. Der Donathplatz ist im Adressbuch 1922 zwischen Kastanien- und Lindenallee vermerkt. |
| Dorfstraße               | Ende 18. Jh.       | 1895          | → Hönower Straße                       | älteste Straße des 1345 als Malterstorp erwähnten Mahlsdorf                            | Eine steinerne Befestigung ist die Voraussetzung für die Verwendung des Begriffs Straße für die Dorfauen oder Anger. Das ist im Raum Berlin-Brandenburg nicht vor 1800 der Fall. Auch der Mahlsdorfer Anger erhielt den Namen Dorfstraße erst, als weitere Straßen entstanden, die durch Namen unterschieden werden mussten. Die Dorfstraße reichte von Alt-Mahlsdorf bis etwa zur Pestalozzistraße. Das war der alte Dorfkern mit Kirche, Schule, Mühle und Krug. Dieser alte Dorfkern wurde im südlichen Teil erweitert durch die nach 1816 einsetzende Bebauung der Fernstraße in Richtung Berlin und Frankfurt. Die Erweiterung des Mahlsdorfer Dorfkerns nach Norden setzte mit der Eröffnung des Haltepunkts Mahlsdorf der Ostbahn 1895 ein.                                                                            |
| Dorfstraße               | um 1753            | 22. Sep. 1911 | → Golzower Straße                      | Dorfstraße der Kolonie Kiekemal                                                        | Im Ortsteil hatten sich zwei Dorfstraßen entwickelt, da neben dem 1345 erwähnten Straßendorf Maltersdorp in der 1751 von König Friedrich II. gegründeten Kolonie Kiekemal ebenfalls eine Dorfstraße entstand. Amtlich gehörte Kiekemal bis 1911 zu Dahlwitz und wurde danach zu Mahlsdorf eingemeindet. |
| Friedrichstraße          | 27. Juli 1906      | 11. Mai 1938  | → Briesener Weg                        | Friedrich II., König von Preußen                                                       | 1751 wurde auf Friedrichs Veranlassung im Süden von Mahlsdorf mit Pfälzer Kolonisten die Siedlung Kiekemal gegründet. Die Friedrichstraße ist 1922 für Mahlsdorf Ost zwischen Wodanstraße über Zeppelin-, Hellersdorfer, Markgrafen-, Burggrafen-, Budde-, Viktoriastraße, Straße 137 und Augustastraße aufgeführt. |
| Goethestraße             | 23. Nov. 1907      | 11. Mai 1938  | → Mechthildstraße                      | Goethe (1749–1832), Dichter                                                            | Die Goethestraße in Mahlsdorf Süd liegt 1922 Rödern-, Herwegh-, Rosegger-, Winkler-, See-, Kohlisstraße zur Gemarkung Cöpenick. vorwiegend mit Baustellen. |
| Graudenzer Straße        | 8. März 1920       | 12. Nov. 1969 | → Gielsdorfer Straße                   | Graudenz, Kreisstadt in der früheren Provinz Westpreußen, Polen                        | Die Straße ist im Adressbuch 1922 benannt. Treskow-, Voigt-, Thorner, Dirschauer, Marienburger Straße, Durchgang zur Straße 79 und fünf bebaute Grundstücke sowie eine Gärtnerei sind verzeichnet. |
| Hansaplatz               | um 1920            | 21. Feb. 1940 | → Graffplatz                           | Hanse, im 12. Jahrhundert von Kaufleuten gegründet                                     | Der Hansaplatz ist im Adressbuch 1922 unbebaut zwischen Tizian- und Löwstraße aufgeführt. |
| Heinrich-Heine-Straße    | 12. Feb. 1920      | 16. Mai 1938  | → Bergedorfer Straße                   | Heinrich Heine                                                                         | Die Straße zwischen Cöpenicker Allee und Gemarkung Kaulsdorf führt über Schiller- und Goethe-, Herder-, Uhland-, Lessing-, Klopstock-, Wieland-, Arndt-, Gerhart-Hauptmann- und Platanenstraße, mit sechs bebauten Grundstücken und vielen Baustellen im Adressbuch 1922. |
| Hellersdorfer Straße     | 27. Okt. 1902      | 18. Okt. 1937 | → Ridbacher Straße                     | Hellersdorf, nördlicher Nachbarort                                                     | Die Straße wurde als Richtungsstraße von Mahlsdorf nach Hellersdorf benannt. 1922 ist sie im Adressbuch für Mahlsdorf Nord zwischen Hönower, Zeppelin-, Siegfried-, Friedrich-, Hirtschulzstraße aufgeführt. |
| Hirschgartenstraße       | 25. Okt. 1907      | 11. März 1937 | → Mirower Straße                       | Kolonie Hirschgarten                                                                   | Die damalige Hirschgartenstraße zwischen der Rüsternallee und dem Kumberger Weg wurde als Richtungsstraße zur etwa zwei Kilometer südlich gelegenen Kolonie Hirschgarten benannt, von der sie nur durch die Mittelheide getrennt war. 1922 sind die Angaben der Straße in Mahlsdorf Ost und Süd: Ahornallee, Blücher-, Blumenthal-, Pfarrstraße, Rüsternallee, Heidestraße, Akazienallee, Stein-, Kastanienallee, Ravensteinstraße, Begasstraße, Alte-Fritz-Straße, Gemarkung Cöpenick. |
| Hohenzollernplatz        | 17. Feb. 1908      | 12. Apr. 1951 | → Lehnitzplatz                         | Hohenzollern, deutsches Herrschergeschlecht                                            | Der Platz lag 1922 zwischen Hirschgarten- und Hohenzollernstraße. |
| Hohenzollernstraße       | 17. Feb. 1908      | 12. Apr. 1951 | → Lehnitzstraße                        | Hohenzollern, deutsches Herrschergeschlecht                                            | Nach dem Adressbuch 1922 liegt die Hohenzollernstraße in Mahlsdorf Ost und Süd und ist mit den Querstraßen Rahnsdorfer, Grunow-, Müller-, Bismarckstraße, Ahornallee, Blücher-, Blumenthalstraße, Pfarrstraße, Rüsternallee, Heidestraße, Akazienallee, Steinstraße, Rauchstraße, Begasstraße genannt. |
| Julpfad                  | 18. März 1935      | 15. Nov. 1978 | → Kressenweg                           | Jul, nordgermanische Bezeichnung für die Jahreswende                                   | Der Weg XII nach Bebauungsplan wurde in den Kressenweg einbezogen. |
| Kaiser-Friedrich-Straße  | 2. Juli 1904       | 11. März 1937 | → Pilgramer Straße                     | Friedrich III., Kaiser, König von Preußen                                              | Die Kaiser-Friedrich-Straße gehörte zu Mahlsdorf Süd. Die Lage ist zwischen Königsweg/ Langestraße, Ebereschen-, Akazien-, Kastanienallee, Donathplatz und Steinstraße über Kiekemaler Straße zur Gemarkung Cöpenick im 1922er Adressbuch aufgeführt. |
| Kaiser-Wilhelm-Straße    | 17. Apr. 1906      | 12. Apr. 1951 | → Werbellinstraße                      | Wilhelm I., Kaiser, König von Preußen                                                  | Die Kaiser-Wilhelm-Straße gehörte zu Mahlsdorf Süd. Die Lage ist zwischen Cöpenicker Allee, Metzer, Sedanstraße und Pariser Straße im 1922er Adressbuch aufgeführt. |
| Kantstraße               | 17. Feb. 1908      | 8. März 1935  | → Spitzwegstraße                       | Immanuel Kant, Philosoph                                                               | Es war eine zweite Kantstraße in Mahlsdorf zwischen Siedlung Kiekemal und der Siedlung Waldesruh in Dahlwitz-Hoppegarten geplant, die den Namen Kantstraße erhielt, sodass die ältere umbenannt wurde. Zudem gab es die innerstädtische Kantstraße in Charlottenburg. Die Kantstraße (Ost) ist 1922 unbebaut ab Langenbeckplatz verzeichnet. |
| Königin-Luise-Straße     | 17. Feb. 1908      | 12. Apr. 1951 | → Summter Straße                       | Luise Auguste Wilhelmine Amalie, Königin von Preußen                                   | Die Straße ist nahezu unbebaut (Baustellen) für Mahlsdorf Süd und Ost von Rahnsdorfer Straße über Grunow-, Bismarck-, Blücher-, Blumenthalstraße, Rüsternallee, Heidestraße, Akazienallee, Stein-, Rauch- zur Schlüterstraße im Adressbuch 1922 aufgeführt. |
| Königsweg                | 23. Nov. 1907      | 12. Apr. 1951 | → Erich-Baron-Weg                      | Königsweg: nach Friedrich II. der diesen häufig auf der Fahrt zur Jagd benutzte        | Der Königsweg in Süd liegt mit den fortlaufend nummerierten Grundstücken 1–95 von der Cöpenicker Allee zur Gemarkung Cöpenick und quert Bülow-, Kaiser-Friedrich-Straße, Schrobsdorff-, Langestraße, Ebereschen-, Akazienallee, Steinstraße, Kastanien-, Lindenallee, Kiekemaler Straße und Ravensteinstraße. |
| Konstanzer Straße        | 12. Feb. 1920      | 11. Mai 1938  | → Neudammer Straße                     | Konstanz, badische Kreisstadt                                                          | Die Straße befindet sich 1922 zwischen Langenbeckstraße und Cöpenicker Allee über die Triftstraße hinweg, bebaut ist das Grundstück mit dem Rawald'schen Haus, die weiteren sind Baustellen. |
| Köpenicker Allee         | 23. Nov. 1907      | 11. März 1937 | → Hultschiner Damm                     | Köpenick, südliche Nachbarstadt                                                        | 1937 wurden Köpenicker Allee und Köpenicker Straße in Hultschiner Damm umbenannt |
| Köpenicker Straße        | vor 1838           | 11. März 1937 | → Hultschiner Damm                     | Köpenick, südliche Nachbarstadt                                                        | 1937 wurden Köpenicker Allee und Köpenicker Straße in Hultschiner Damm umbenannt. |
| Langestraße              | 27. Okt. 1902      | 11. März 1937 | → Pilgramer Straße                     | Gustav August Gottfried Lange (1855–1940), Grundbesitzer, Kommunalpolitiker.           | Lange war der letzte unbesoldete Gemeindevorsteher in Mahlsdorf. Er übte sein Amt vom 19. Januar 1894 bis zum 30. Juli 1907 ehrenamtlich aus. Die Langestraße liegt 1922 zwischen Rahnsdorfer Straße und Königsweg, gekreuzt oder abzweigend von Grunow-, Müller-, Bismarck-, Langenbeckstraße, Ahornallee, Jahn-, Blücherstraße, Straße 45, Blumenthal-, Bausdorf-, Pfarrstraße, Rüsternallee. Die Straße tritt auch in der Schreibung Lange Straße auf. |
| Liebermannstraße         | 12. Feb. 1920      | 11. Mai 1938  | → Schongauerstraße                     | Max Liebermann, Maler, Opfer des NS-Regimes                                            | Die Straße in Mahlsdorf Nord ist zwischen Stralsunder und Dahlwitzer Straße über Kolberger Straße im Adressbuch 1922 aufgeführt. Sieben Grundstücke sind bebaut, die Grundstücke der Straße sind in Hufeisennummerierung 1–31 parzelliert. |
| Lindenallee              | 23. Nov. 1907      | 11. März 1937 | → Vierradener Weg                      | Linde, Laubbaum                                                                        | Die Lindenallee liegt 1922 in Mahlsdorf Süd zwischen Bülowstraße und Königsweg über die Kaiser-Friedrich-Straße und den Donathplatz geführt. |
| Lindenstraße             | 27. Sep. 1905      | 11. März 1937 | → Linderhofstraße                      | Linde, Laubbaum                                                                        | Die Lindenstraße liegt 1922 in Mahlsdorf Nord zwischen Friedrichstraße und Lemkestraße über Melanchthon- und Florastraße geführt. |
| Marienburger Straße      | 8. März 1920       | 9. Juni 1933  | → Münsterberger Weg                    | Marienburg, Kreisstadt in der früheren Provinz Westpreußen, Polen.                     | Die Marienburger Straße verlief von der Hönower Straße in Mahlsdorf zur Ortsgrenze mit Kaulsdorf. In Kaulsdorf wurde sie fortgesetzt von der Straße 30, der Joachimstraße und der Breite Straße und mit diesen 1933 in Münsterberger Weg umbenannt. 1922 sind für Mahlsdorf Ost zwischen Berliner Straße und Gemarkung Kaulsdorf, Danziger, Graudenzer Straße sowie Straße 79 und Straße 71 als Querstraße aufgeführt. |
| Mendelssohnstraße        | um 1920            | 11. Mai 1938  | → Landvogtstraße                       | Felix Mendelssohn Bartholdy (1809–1847), Komponist                                     | Die Mendelssohnstraße ist 1922 zwischen Landsberger Straße und Gemarkung Dahlwitz verzeichnet, Straußstraße und Lortzingstraße kreuzen. |
| Metzer Straße            | 17. Apr. 1906      | 26. Juli 1951 | → Wickenweg                            | Metz, Stadt in Lothringen, Frankreich                                                  | Die Metzer Straße war ursprünglich von der Roedernstraße zur Elsenstraße geplant. Gebaut wurde sie nur zwischen der Roedernstraße und der Margaretenstraße. Der Abschnitt zwischen der Roedernstraße und dem Straßenzug Butterblumensteig/Eichenhofweg wurde 1951 in Wickenweg umbenannt. Der durchgehende Nord-Süd-Verlauf der ehemaligen Metzer Straße wurde zwischen Butterblumensteig/Eichenhofweg und jenem Abschnitt der Metzer Straße, der südlich der Goldregenstraße liegt, zwischen 1938 und 1942 unterbrochen. Der Abschnitt südlich der Goldregenstraße bis zur Margaretenstraße wurde 1951 in Parlerstraße umbenannt. 1922 ist sie nahezu unbebaut in Mahlsdorf Ost und Süd gelegen. Margaretenstraße, Wiesenstraße, Bruchsaler, Freiburger, Badener, Frieden-, Kaiser-Wilhelm-, Rödern-, Herderstraße.          |
| Meyerbeerstraße          | um 1920            | 11. Mai 1938  | → Friesacker Straße                    | Giacomo Meyerbeer (1791–1864), Komponist und Dirigent                                  | Die Meyerbeerstraße in Mahlsdorf Ost von Landsberger, über Straß- zur Lortzingstraße ist 1922 mit fünf bebauten Grundstücken bei 1–30 in fortlaufender Nummerierung. |
| Offenbachstraße          | 12. Feb. 1920      | 11. Mai 1938  | → Pfalzgrafenweg                       | Jacques Offenbach (1819–1880), deutsch-französischer Komponist und Cellist             | Sie ist 1922 von der Brahmsstraße zur Gemarkung Dahlwitz über Strauß- und Lortzingstraße hinweg aufgenommen. Umgeben ist die Straße von namensgebenden Musikern und Komponisten im Siedlungsgebiet. |
| Pfarrstraße              | 17. Feb. 1908      | 11. Mai 1938  | → Bütower Straße                       | Lage am Pfarrland                                                                      | Auf Pfarrland gelegen wurde die Straße aus Anlass des seit 1906 geplanten Neubaus des Pfarrhauses benannt. Die Straße in Mahlsdorf Süd ist von Cöpenicker Allee zum Hohenzollernplatz verzeichnet, sie kreuzt über Schrobsdorff-, Lange-, Hirschgarten-, Iffland-, Hohenzollernstraße. |
| Platz 18                 | nach Bebauungsplan | 26. Jan. 2003 | → Alice-Herz-Platz                     | Nummerierung im Bebauungsplan                                                          | Der Platz wird vom Briesener Weg und von der Faust- und der Giesestraße gebildet. Er war zunächst nach Bebauungsplan bezeichnet und erhielt als nicht benannter Platz 2003 seinen Namen. |
| Röntgenstraße            | 17. Apr. 1902      | 11. Mai 1938  | → Kuhnaustraße                         | Wilhelm Conrad Röntgen (1845–1923), Physiker                                           | 1922 ist im Adressbuch die Straße von Pestalozzistraße zur Wagnerstraße über Schulstraße für Mahlsdorf Ost aufgenommen. |
| Schillerstraße           | 17. Apr. 1902      | 11. Mai 1938  | → Attinghausenweg                      | Schiller, Dichter und Philosoph                                                        | Die Schillerstraße liegt zwischen Heinrich-Heine-Straße und der Gemarkung Cöpenick, dabei führt sie über Winkler-, See- und Kohlisstraße. |
| Schulstraße              | 27. Sep. 1905      | 11. Mai 1938  | → Hummelstraße                         | Straße zur Mahlsdorfer Gemeindeschule                                                  | Die Schulstraße findet sich in Mahlsdorf Ost für 1922 zwischen Walderseestraße und Landsberger Straße. Dazwischen liegen Röntgen-, Mozart und eine projektierte Straße. Wobei die Bebauung zur Walderseestraße hin dichter ist und auf der Gegenseite sind Baustellen genannt. |
| Sedanstraße              | 17. Apr. 1906      | 1. Juni 1951  | → Weitzgründer Straße                  | Schlacht von Sedan im Krieg 1870/1871                                                  | Die Sedanstraße liegt 1922 zwischen Röder- und Friedenstraße über die Kaiser-Wilhelm-Straße. |
| Steinstraße              | 23. Nov. 1907      | 1. Juni 1951  | → Ruhlsdorfer Straße                   | Stein (1757–1831), preußischer Staatsmann und Reformpolitiker                          | Die Steinstraße findet sich 1922 von der Cöpenicker Allee über Bülow- und Kaiser-Friedrich-Straße, Königsweg, Hirschgarten-, Hohenzollern-, Königin-Luise-Straße zur Gemarkung Dahlwitz. |
| Triftstraße              | 27. Okt. 1902      | 11. März 1937 | → Wolfsberger Straße → Pilsener Straße | Trift, vom Vieh benutzter Weg zwischen Weide und Stall                                 | Der westliche Teil der Triftstraße vom Hultschiner Damm zur Kreuzung mit der Schrobsdorffstraße erhielt den Namen Pilsener Straße, der nördliche Teil zwischen der Pilsener Straße und der Rahnsdorfer Straße den Namen Wolfsberger Straße. Die Triftstraße ist 1922 von Rahnsdorfer Straße über Grunow-, Müller-, Bismarck-, Langenbeckstraße, Ahornallee, Jahn-, Blücher-, Schrobsdorffstraße, Cöpenicker Allee, Voltastraße, Ahornallee, Konstanzer, Luther-, Bismarck-, Müller- und Grunowstraße. |
| Triftweg                 | um 1920            | 11. März 1937 | → Mirower Straße → Kumberger Weg       | Trift, vom Vieh benutzter Weg zwischen Weide und Stall                                 | 1937 erhielt der östliche Teil des Triftwegs zwischen der Mirower Straße und der Waldesruher Straße den Namen Kumberger Weg, der vom Kumberger Weg zur Höhe der Golzower Straße reichende nördliche Teil den Namen Mirower Straße. |
| Verlängerte Grunowstraße | um 1972            | 1. Mai 1995   | → Großmannstraße                       | Julius Hermann Grunow (1862–1923), Grundeigentümer, Kommunalpolitiker                  | Im Stadtplan Berlins von 1971 ist die Verlängerte Grunowstraße noch nicht enthalten. Auf der Karte von 1973 ist sie eingezeichnet. Mit der Bebauung entfiel der vorläufige Zusatz „Verlängerte“ für die Fortsetzung der Grunowstraße nach Osten. Die Straße wurde im Zusammenhang mit dem Ausbau der Siedlung Am Barnim angelegt. Für diese wurde zudem die Rosa-Valetti-Straße ausgebaut. |
| Viktoriastraße           | 27. Juli 1906      | 1. Mai 1951   | → Karlshafener Straße                  | Viktoria Adelheid Marie, deutsche Kaiserin, Königin von Preußen, Gemahlin Wilhelms II. | Für 1922 ist die Straße in Mahlsdorf Nord im Adressbuch aufgenommen, in der Führung Friedrichstraße, Hönower Straße, Melanchthon-, Florastraße. |
| Voigtstraße              | 27. Okt. 1902      | 9. Juni 1933  | → Wilhelmsmühlenweg                    | Sittig Voigt, Mahlsdorfer Bauerngutsbesitzer                                           | Voigt war Landwirt und Besitzer eines Bauernguts in Mahlsdorf. Die Straße führt über seine vormalige Ackerfläche in Mahlsdorf Ost von Bahnhofstraße zur Gemarkung Kaulsdorf. |
| Wagnerstraße             | 17. Apr. 1902      | 12. Feb. 1935 | → Donizettistraße                      | Wagner (1813–1883), Schriftsteller und Komponist                                       | Die Wagnerstraße ist 1922 schon nahezu völlig bebaut zwischen Walderseestraße und Lortzingstraße und über Lemkestraße, Durchgang zur Landsberger Straße, Lortzing- und Straußstraße, Durchgang zur Berliner Straße, projektierte Straße, Mozart-, Röntgenstraße hinweg. Die Grundstücke 1–94 (fortlaufend) sind etwa zur Hälfte bebaut, auf 94 befindet sich das Feuerwehrdepot. Die Umbenennung 1935 nach einem anderen Komponisten beseitigte eine Doppeldeutigkeit von gleichnamigen Straßen in Groß-Berlin zu Gunsten einer innerstädtischen Straße. |
| Walderseestraße          | 17. Apr. 1902      | 26. Juli 1951 | → An der Schule                        | Waldersee (1832–1904), preußischer Generalfeldmarschall                                | Die Straße liegt 1922 Berliner Straße zur Ostbahn über Pestalozzistraße, Fritz-Reuter-Straße, Wagner- und Schulstraße. |
| Waldstraße               | 27. Okt. 1902      | 11. März 1937 | → Zipser Weg                           | Wald: Lage am Dahlwitzer Forst                                                         | Ehemals lag ein zusammenhängendes Waldgebiet zwischen der Köpenicker Damm- und Mittelheide und dem Dahlwitzer Forst. Die Waldstraße wurde mit der Straße 59 in Zipser Weg umbenannt. Für 1922 ist sie im Adressbuch von Müller- über Bismarck-, Langenbeck- und Kantstraße zum Langenbeckplatz aufgeführt. Von 24 nummerierten Grundstücken sind zwei Doppelgrundstücke bebaut. |
| Wiesenstraße             | 13. Sep. 1907      | 11. Mai 1938  | → Eichenhofweg                         | auf Wiesenland liegend                                                                 | Die Straße führte in ein landwirtschaftlich genutztes Gebiet, das größtenteils aus Wiesen bestand. In den Jahren nach 1926 entstanden auf den Flächen Siedlungen, deren Straßen vorwiegend Namen nach Pflanzen erhielten. 1922 ist die Straße zwischen Cöpenicker Allee und Metzer Straße mit den Grundstücken 1–17 (fortlaufend), wovon 8, 10/11 und 12 bebaut sind. |
| Wilhelmstraße            | 27. Okt. 1902      | 11. Mai 1938  | → Röbeler Weg                          | Wilhelm Wernicke, Grundbesitzer.                                                       | Wernicke war Grundstücksbesitzer und Parzellenhändler in Mahlsdorf. Die Straße liegt 1922 zwischen Rahnsdorfer Straße und Straße 48, und die Karlstraße zweigt ab. |
| Zeppelinstraße           | 5. Okt. 1909       | 8. Okt. 1937  | → Giesestraße                          | Zeppelin (1838–1917), Erfinder (Namensgeber der gleichnamigen Luftschiffe)             | Sie liegt 1922 in Mahlsdorf Nord zwischen Hönower Straße und Gemarkung Kaulsdorf, sie kreuzt dabei Hellersdorfer, Faust-, Hörselberg- und Friedrichstraße. Von 30 Grundstücken sind 1922 drei bebaut. |

## Kleingartenanlagen
Im Ortsteil Mahlsdorf gibt es aktuell (Stand Mai 2015) neun Kleingartenanlagen (KGA). Die Kleingartenanlagen im Ortsteil entstanden zwischen 1955 und den 1980er Jahren. Im Straßenverzeichnis sind KGA ‚Kaulsdorfer See‘ und KGA ‚Wacholderheide‘ gesondert aufgeführt. Die KGA ‚Dahlwitzer Straße‘ und ‚Helios‘, sowie ‚Nordspitze Mahlsdorf‘ liegen als geschlossene Fläche an der Berliner Stadtgrenze zu Hoppegarten, Neuenhagen und Hönow und gehören zusammen mit der KGA ‚Wacholderheide‘ zu Mahlsdorf-Nord. ‚Kaulsdorfer See‘ an der westlichen Ortsteilgrenze und KGA ‚Werbellinbecken‘ gehören zu Mahlsdorf-Süd.
| Name                              | Datum der Gründung | Anzahl der Parzellen Gesamtfläche | Namensherkunft                                                | Lage und Anmerkungen | Bild                                                                                       |
| --------------------------------- | ------------------ | --------------------------------- | ------------------------------------------------------------- | --- | ------------------------------------------------------------------------------------------ |
| KGA ‚Dahlwitzer Straße‘ (Lage)    | 5. Apr. 1978       | 710 341.868 m²                    | Dahlwitzer Straße                                             | Die KGA ist unter der Adresse Zochestraße/Griebenweg eingetragen. Die Hamburger Straße, die Stettiner Straße, die KGA ,Nordspitze‘ und der Griebenweg bilden die Begrenzung. Unmittelbar nach Südwesten schließt sich die KGA ‚Helios‘ an. Die Anlage wurde auf einer früheren landwirtschaftlichen Nutzfläche bis 1980 angelegt. Eigentümer des Grund und Bodens sind die Stadt Berlin und die Bausdorfschen Erben. In der KGA gibt es ein nicht bewirtschaftetes Vereinsheim. Mittig in der Anlage befindet sich ein Kreisverkehrsplatz mit begrünter und bebauter Mittelinsel sowie vier internen Zufahrten. Im Kleingartenentwicklungsplan ist die gesamte Anlage als Va eingetragen, als dauerhaft gesicherte Anlage durch den bestehenden Bebauungsplan. 771 Parzellen befinden sich auf 373.140 m² landeseigenem und 30 Parzellen auf 41.337 m² privatem Pachtland. |                                                                                            |
| KGA ‚Elsenstraße‘ (Lage)          | 1979               | 097 42.969 m²                     | Elsenstraße                                                   | Die KGA ist unter der Adresse Kethelitzweg/Elsenstr.8-26 im Kleingartenentwicklungsplan verzeichnet. Die 67 Parzellen auf 30.910 m² landeseigenem Land sind als fiktive Anlage dauerhaft durch die Darstellung im Flächennutzungsplan gesichert. In der Sicherungsstufe IV sind die 34 Parzellen auf 12.551 m² eingetragen, dies sind hoch gesicherte Kleingärten, die unter Beachtung der Eigentümerrechte laut Darstellung des FNP erhalten bleiben sollen. Die KGA liegt zwischen Elsenstraße, Elsenteich, Parlerstraße und Kethelitzweg, Großmannstraße und Am Barnim. Nordwestlich liegt der Berliner Balkon. Die Gärten wurden hauptsächlich in Eigenleistung der Interessenten auf einer früheren Gärtnereifläche angelegt und am 16. Oktober 1980 den Nutzern übergeben. Weil es mehr Interessenten als Parzellen gab, wurden die Pächter ausgelost. | Im Vordergrund die Elsenstraße; links des Kethelitzweges befindet sich die KGA Elsenstraße |
| KGA ‚Helios‘ (Lage)               | 1979               | 151 72.608 m²                     | Helios (Apfelsorte)                                           | Sie schließt sich unmittelbar südöstlich an die KGA ,Dahlwitzer Straße‘ an. Nach dem Kleingartenentwicklungsplan und der Darstellung im Landeskartenwerk sind die KGA ‚Helios‘ und KGA ,Dahlwitzer Straße‘ gemeinsam verzeichnet. Die KGA ist durch den Bebauungsplan für die gesamte Fläche o Bestand dauerhaft gesichert. Durch Mitgliederentscheid bestehen hier 30 Parzellen auf 41.337 m² privatem Pachtland, die gleichfalls durch den Bebauungsplan als dauerhaft gesichert gelten. |                                                                                            |
| KGA ‚Kaulsdorfer See‘ (Lage)      | 20. Okt. 1977      | 041 21.901 m²                     | Kaulsdorfer Seen                                              | Die Anlage trägt aktuell den Namen ‚Gemeinschaft der Siedler am Kaulsdorfer See‘ und ist in das Berliner Vereinsregister eingetragen. Im Kleingartenentwicklungsplan lautet die Adresse Friedenstraße/Badener Straße. Sie liegt zwischen der Badener, der Pariser, der Frieden- und der Grenzstraße. Die Gartenanlage wurde 1976/1977 auf Brachflächen angelegt und umfasste bei ihrer offiziellen Gründung am 20. Oktober 1977 53 Parzellen auf 2,3 ha. Nach 1990 gab es einige Veränderungen durch Umwidmung zu Bauland, durch Neuzuordnung zu anderen Kleingartenanlagen usw. Per Ende 2011 gehörten zu dieser Gartenkolonie 34 Parzellen mit Größen zwischen 433 und 766 m², insgesamt rund 1,85 ha. Die Anlage ist im Kleingartenentwicklungsplan wenig gesichert. 11 Parzellen auf 6147 m² landeseigenen Flächen gehören zu Sicherungsstufe IIIa: fiktive Dauerkleingärten, die nach Darstellung des FNP einer anderen Nutzung zugeführt werden sollen. Außerdem gehören 23 Parzellen auf 14.010 m² Privatland zur KGA, die nach dem FNP für eine andere Nutzung vorgesehen sind. So ist eine Kündigung unter Beachtung der kleingartenrechtlichen Bestimmungen jederzeit möglich. | KGA Kaulsdorfer See, Eingang Badener Straße                                                |
| KGA ‚(BWF) Kressenweg‘ (Lage)     | 1981               | 024 12.071 m²                     | Kressenweg                                                    | Die KGA wird begrenzt von Goldregenstraße, Balsaminenweg, Phloxweg und Kressenweg. Das VEB ,Kombinat Geodäsie und Kartographie‘ der DDR hat 1979 den Grundstein für die Anlage gelegt (Nutzungsvertrag, Bebauungsplan), die auf einer früheren landwirtschaftlichen Nutzfläche entstand. Sie wurde im April 1981 als Kleingartensparte ‚BWF‘ (Berliner Werkzeugmaschinenfabrik Marzahn) eröffnet. Im Januar 1982 konnten die Nutzer ihre Parzellen belegen. Die KGA ‚BWF Kressenweg‘ ist mit der Nummer 44181 am westlichen Ortsteilrand aufgenommen. Die KGA ist mit Kressenweg 48 verzeichnet, das Grundstück am Nordrand Kressenweg 66 / Goldregenstraße umfasst den Parkplatz der KGA, und Goldregenstraße 6 gehört zu den 24 Parzellen, die mit Lauben und Gärten belegt sind. Der Zugang zu den Parzellen erfolgt durch einen drei Meter breiten Fahrweg zwischen den Grundstücken, der innerhalb der Umzäunung der Anlage liegt. Im Kleingartenentwicklungsplan ist diese Anlage nicht enthalten. | KGA-Tafel an der Goldregenstraße                                                           |
| KGA ‚Mahlsdorf Nordspitze‘ (Lage) | 1955               | 044 25.392 m²                     | Mahlsdorf Nordost, Lage im Ortsteil                           | Die Berliner Stadtgrenze und die Nürnberger Straße bilden die Grenzen der KGA, der Zugang erfolgt von der Bamberger Straße. Die Adresse der KGA lautet Dahlwitzer Straße 43. In den 1930er Jahren schlossen Berliner Bürger erste Pachtverträge mit den jüdischen Grundstückseigentümern. Die auf dem Gartenland errichteten Lauben wurden zum Wohnsitz, weil viele Menschen die Mieten für ihre Wohnungen nicht mehr bezahlen konnten. Im und nach dem Zweiten Weltkrieg wurden daraus Notunterkünfte. Wegen der Historie besitzen noch fünf Pächter ein Dauerwohnrecht in dieser Anlage. 1955 wurde eine Gartenkolonie daraus. Nach der Wende erfolgte die Rückübertragung des Grund und Bodens an die Jewish Claims Conference (JCC). Die Bezirksverwaltung Marzahn-Hellersdorf und die Nutzer verhinderten die Umwidmung in Bauland; stattdessen wurde zwischen der JCC und dem Bezirksverband der Hellersdorfer Gartenfreunde ein unbefristeter Zwischenpachtvertrag abgeschlossen. Die KGA soll in eine Dauerkleingartenanlage umgewandelt werden. Im Kleingartenentwicklungsplan sind 47 Parzellen auf 26917 m² Privatland als fiktive dauerhaft gesicherte Anlage eingetragen, da die Fläche einen Bebauungsplan besitzt. Die KGA hieß bis zum 30. September 2009 KGA ‚Dahlwitzer Str. 43‘. |                                                                                            |
| KGA ‚Wacholderheide‘ (Lage)       | 16. Jan. 1976      | 194 121.600 m²                    | Wacholderheide (Straße)                                       | Die Straße Wacholderheide, die Berliner Stadtgrenze, Lemkestraße und Kieler Straße umgeben die KGA. Die Greifswalder Straße trennt das Gelände in einen nördlichen und einen südlichen Bereich. Postanschrift ist Greifswalder/Lemkestraße. Der Boden gehört der evangelischen Kirchengemeinde Mahlsdorf, seine kleingärtnerische Nutzung wurde 1965 per Pachtvertrag mit dem Ost-Berliner Magistrat vereinbart. 1993 wurde die Nutzung neu geregelt, diesmal zwischen der Kirche und dem Bezirksverband Hellersdorfer Gartenfreunde. Langfristig wird eine Dauernutzung angestrebt. – In der KGA gibt es ein Vereinsheim mit umgebenden Freiflächen für Spiel und Sport. Die Anlage befindet sich auf privatem Pachtland und ist durch die Darstellung im Flächennutzungsplan unter Beachtung der Eigentümerrechte dauerhaft gesichert. (Sicherungsstufe IV) |                                                                                            |
| KGA ‚Werbellinbecken‘ (Lage)      | 8. Apr. 1978       | 028 14.436 m²                     | Werbellinstraße und Becken, eine Vertiefung in der Landschaft | Die KGA liegt zwischen Werbellinstraße, Pariser Straße, Grenzstraße und Parkstraße. Fünf Stichwege von der Werbellinstraße aus ermöglichen den Zugang. Der ,VEB Kombinat Tiefbau Berlin‘ hatte zusammen mit dem ,Verband der Kleingärtner, Siedler und Kleintierzüchter der DDR‘ (VKSK) die Fläche gekauft und damit die Wochenendsiedlung ‚Werbellinbecken‘ geschaffen. Nach der Wende wurde daraus der eingetragene Verein ‚Kleingartenanlage Werbellinbecken e.V‘; Kauperts.de bezeichnet die Gartenkolonie als ,Kolonie Tiefbau‘. Die KGA ist unter 10031 Werbellinstraße im Kleingartenentwicklungsplan (28 Parzellen auf 14.072 m² landeseigenem Pachtland) in Stufe IIIa aufgenommen. | KGA Werbellinbecken, Werbellinstraße                                                       |
| KGA ‚Wickenweg‘ (Lage)            | 1980               | 088 44.467 m²                     | Wickenweg                                                     | Sie ist vom Korianderweg, Wickenweg, den Wohnhäusern der Bruchsaler Straße und vom Kressenweg begrenzt. Die südliche Fortsetzung des Georginenwegs führt in die Anlage hinein. – Die KGA entstand auf der Teilfläche einer LPG. Nach der Wende wurde ein eingetragener Verein daraus. Gemeinsam mit dem Bezirksamt schufen die Nutzer einen öffentlich zugängigen Abenteuerspielplatz. Seit 2009 gibt es ein Vereinsheim, zu dem ein Lehrgarten gehört, der kontinuierlich erweitert werden soll. Im Kleingartenentwicklungsplan ist die KGA Wickenweg mit 88 Parzellen am Kressen-/Wickenweg auf 44.467 m² landeseigenem Pachtland als dauerhaft gesicherte Anlage aufgenommen, die Anlagenfläche ist im Flächennutzungsplan als Grünland mit dem Zusatz KGA eingetragen. | Wickenweg, Eingang zur Kleingartenanlage                                                   |

## Weitere Örtlichkeiten in Mahlsdorf

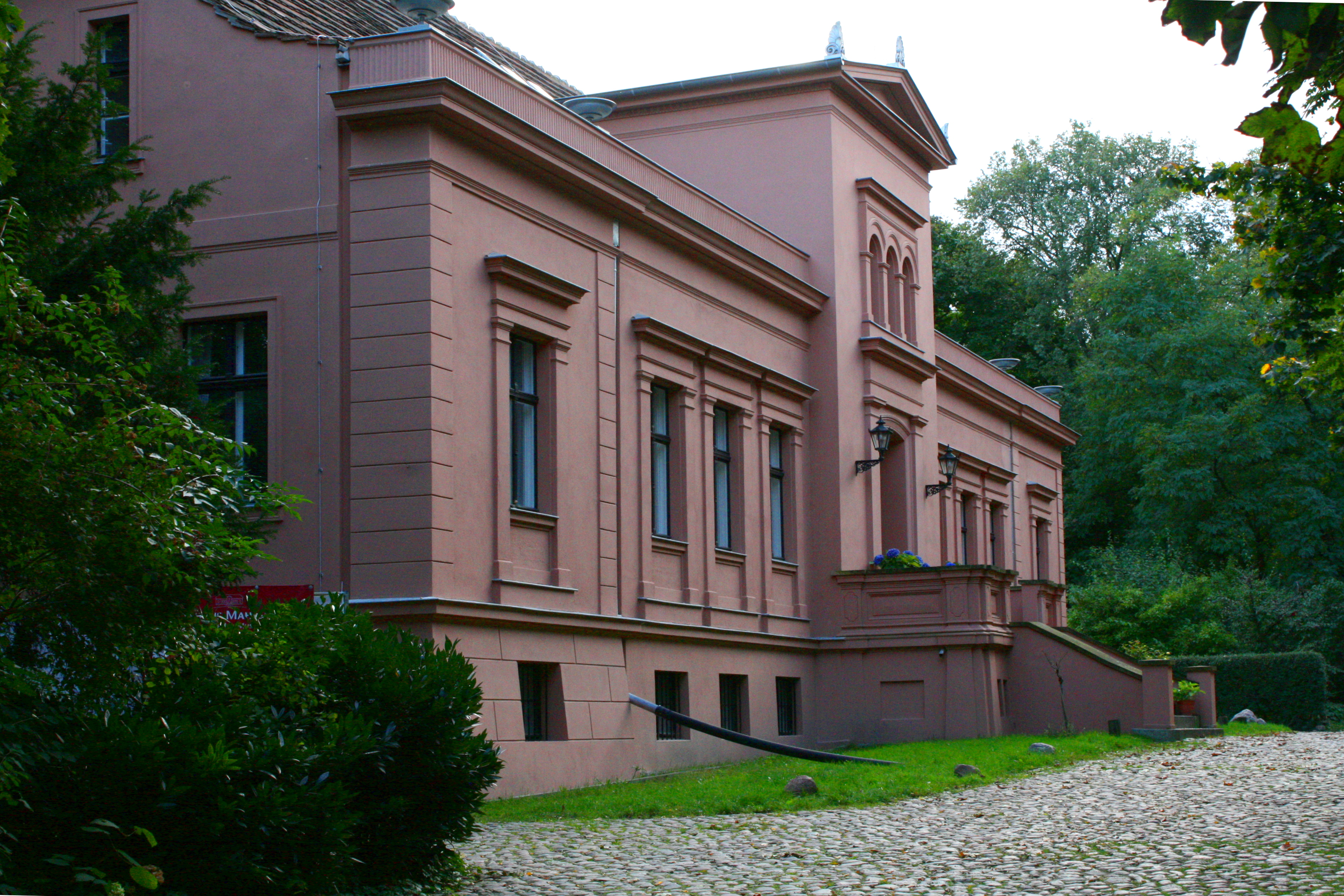
Gründerzeitmuseum im ehemaligen Gutshaus Mahlsdorf

- Siedlung Badener Straße (Lage): Hier bestand (seit 1978) eine Kleingartenanlage, deren Fläche im Jahr 2005 nach Verkauf als Bauland gewidmet wurde. Die KGA mit acht Parzellen auf 3423 m² lag innerhalb der Freiburger Straße, dem Wickenweg und der Badener Straße und gehörte bis 1990 zur Anlage ‚Kaulsdorfer See‘. Die Gartennutzer gründeten den eigenen Verein ‚KGA Badener Straße‘ und das Land wurde an eine Immobiliengesellschaft verkauft, die den Status einer KGA ablehnte. Gegen Entschädigungszahlungen räumten die Pächter das Gelände und so entstanden neue Einfamilienhäuser.[129]

- Gründerzeitmuseum im Gutshaus Mahlsdorf:

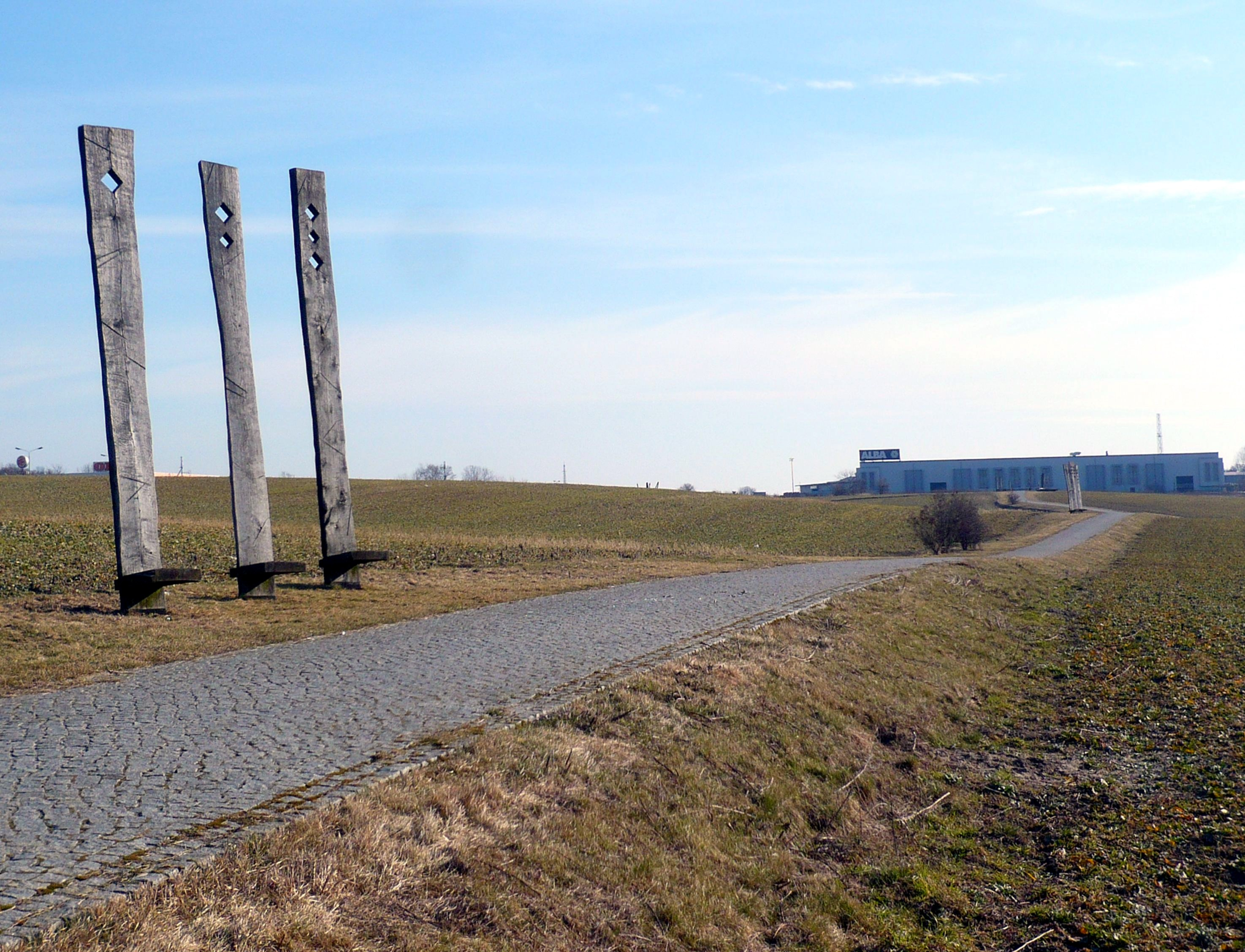
„Drei Stühle“ auf dem Balkon

Das 1960 eröffnete Museum befindet sich in einem von Charlotte von Mahlsdorf vor dem Abriss bewahrten historischen Gebäude.[130] 1880 erwarb Hermann Schrobsdorff das Rittergut und ließ den Gutsgarten in einen Park umgestalten.

- Landschaftsschutzgebiet:
Zwischen Alt-Kaulsdorf / Alt-Mahlsdorf (Nord), der Lassaner Straße (West), dem Butzer und dem Elsensee (Süd) sowie dem Hultschiner Damm (Ost) wurde im Januar 2012 ein Unterschutzstellungsverfahren öffentlich bekannt gemacht. Das Areal wird offiziell als „Berliner Balkon“ bezeichnet.[131] An einem Fußweg auf dieser Fläche wurden mehrere Holzskulpturen aufgestellt, darunter zweimal „Drei Stühle“ (siehe Bild), geschnitzte Markierungspfähle für die Höhe über Normalnull, eine gestaltete Fläche für eine ehemalige Bockwindmühle an Alt-Mahlsdorf.

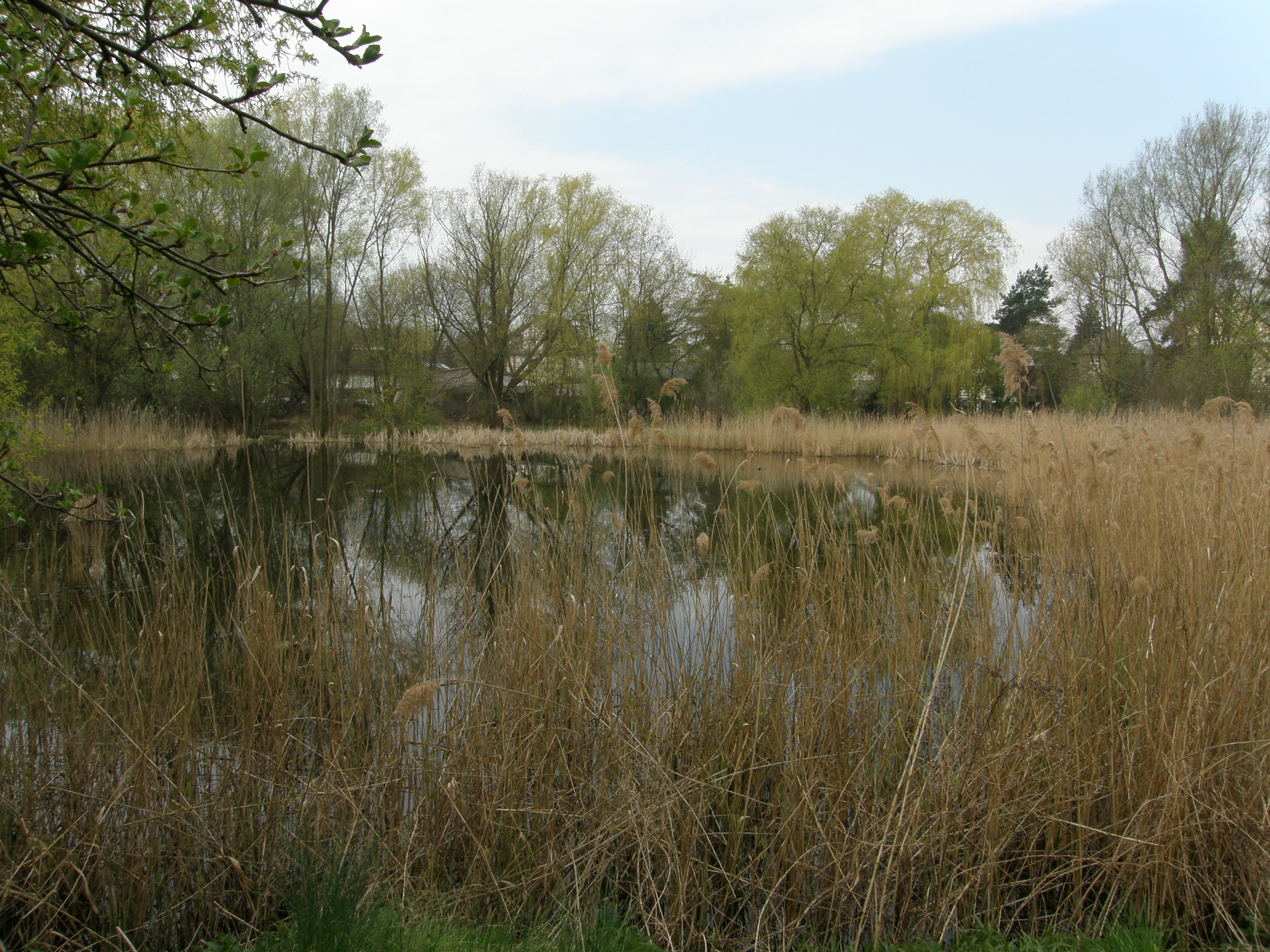
Landschaftsschutzgebiet Rohrpfuhl

- Im Karree Kieler Straße, Bremer Straße, Walter-Leistikow-Weg (Eingang) und Lemkestraße in Mahlsdorf-Nord befindet sich der 1919 eröffnete städtische Friedhof Mahlsdorf, auf dem eine kleine Kapelle errichtet wurde.[132]